# Fernando Haddad
Fernando Haddad GCRB • GCMD • GOMM (São Paulo, 25 de janeiro de 1963) é um professor universitário, advogado e político brasileiro, filiado ao Partido dos Trabalhadores (PT) e atual ministro da Fazenda do Brasil. Foi ministro da Educação de 2005 a 2012, nos governos Lula e Dilma Rousseff, e prefeito da cidade de São Paulo de 2013 a 2016.
É professor de ciência política da Universidade de São Paulo (USP), instituição pela qual se graduou bacharel em direito, mestre em economia e doutor em filosofia. Trabalhou como analista de investimento no Unibanco. Entre 2001 a 2003, foi subsecretário de Finanças e Desenvolvimento Econômico do município de São Paulo, na administração de Marta Suplicy. Integrou, ainda, o Ministério do Planejamento do governo Lula durante a gestão de Guido Mantega (2003–2004), oportunidade na qual elaborou o projeto de lei que instituiu as parcerias público-privadas (PPPs) no Brasil.
Foi nomeado como ministro da Educação em julho de 2005 pelo presidente Luiz Inácio Lula da Silva, permanecendo no cargo até janeiro de 2012. Durante seu mandato como ministro, houve a criação do Programa Institucional de Bolsas de Iniciação à Docência (PIBID) e do Sistema de Seleção Unificada (SiSU), a implementação da Universidade Aberta do Brasil e do Instituto Federal de Educação, Ciência e Tecnologia, assim como a implementação do Programa Universidade para Todos (ProUni) e a reformulação e ampliação do Fundo de Financiamento ao Estudante do Ensino Superior (FIES) e do Exame Nacional do Ensino Médio (Enem). Em 2012, foi eleito prefeito do município de São Paulo, vencendo no segundo turno o candidato do Partido da Social Democracia Brasileira (PSDB), José Serra.
Em setembro de 2018, lançou sua campanha como candidato do PT à presidência da República nas eleições de 2018, após o Tribunal Superior Eleitoral (TSE) indeferir a candidatura de Lula naquele pleito. Haddad recebeu 44,87% dos votos válidos no segundo turno, perdendo para Jair Bolsonaro do Partido Social Liberal (PSL). Nas eleições de 2022, foi candidato ao governo do estado de São Paulo e novamente perdeu no segundo turno para Tarcísio de Freitas (Republicanos), recebendo 44,73% dos votos. Em 1 de janeiro de 2023, Haddad tomou posse como ministro da Fazenda no terceiro governo Lula. Durante sua gestão no ministério, foi aprovada a reforma tributária de 2023. É membro fundador do Grupo de Puebla, criado em 12 de julho de 2019 no México.

## Biografia

### Infância e juventude

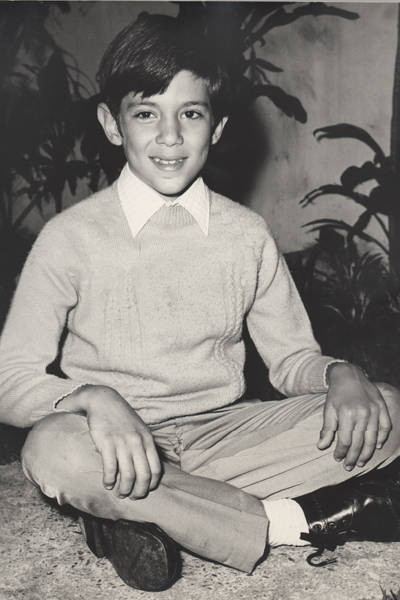
Fernando Haddad quando criança.

Fernando Haddad é o segundo de uma família de três filhos. Seu pai, Khalil Haddad, emigrou do Líbano para o Brasil aos 24 anos, em 1947, vindo a estabelecer-se como comerciante atacadista de tecidos. Sua mãe, Norma Thereza Goussain Haddad, filha de libaneses nascida no Brasil, formou-se no curso de Magistério no Liceu Pasteur e prestava serviços filantrópicos com a família no Grupo Socorrista Maria de Nazaré. Kardecista, D. Norma lia o Evangelho toda semana com Fernando e suas duas irmãs, Priscila e Lúcia, criando nas crianças o hábito da oração antes de dormir, que é mantido até hoje.
A família Haddad cultiva como referência espiritual o avô paterno de Fernando, Cury Habib Haddad, que, ao ficar viúvo, tornou-se padre da Igreja Ortodoxa Grega de Antioquia. Naquele país, destacou-se como líder na luta contra o domínio francês, no período posterior à Primeira Guerra Mundial. Morreu em 1961 no Brasil. Fernando Haddad carrega sempre na carteira a foto do avô, que ele não chegou a conhecer.
Passou a infância no bairro Planalto Paulista, onde desenvolveu a paixão pelo futebol nos campos de várzeas.  Além do esporte, Fernando é faixa preta em taekwondo e lutou kung fu na adolescência. Também jogou handebol pelo Esporte Clube Sírio e chegou a ser vice-artilheiro do campeonato paulista entre 1977 e 1978.
Cursou a pré-escola e o Ensino Fundamental no Ateneu Ricardo Nunes, e o secundário no Colégio Bandeirantes. Em 1981 ingressou na Faculdade de Direito do Largo São Francisco, da Universidade de São Paulo (USP). Durante a graduação, Fernando dividiu-se entre os estudos e o trabalho com o pai como balconista no comércio atacadista de tecidos da colônia antioquina, na rua 25 de Março.
Em 1988, aos 25 anos, casou-se com a dentista paulistana Ana Estela Haddad, depois de dois anos de namoro e de uma amizade mantida desde que ele tinha 17 anos. A amizade entre o casal surgiu por causa da coincidência de terem o mesmo sobrenome, embora não fossem parentes.
No Canadá, enquanto trabalhava na dissertação de mestrado, ela fazia estágio em Odontologia. Em 1992 nasceu o primeiro filho, Frederico, e em 2000, a filha Ana Carolina.
Em 2 de julho de 2023, Norma Theresa Goussain Haddad, mãe de Fernando Haddad, morreu aos 85 anos, vítima de um câncer, contra o qual lutava por três anos.

### Formação acadêmica

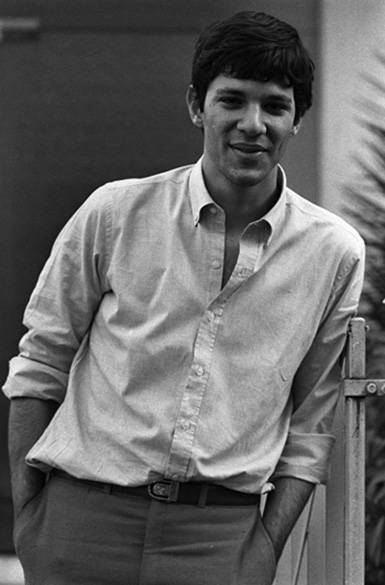
Haddad em 1984, ao ser eleito presidente do Centro Acadêmico XI de Agosto da Faculdade de Direito da Universidade de São Paulo, no Largo São Francisco.

Fernando Haddad é bacharel em direito, mestre em economia  desde 1990, e doutor em filosofia  desde 1996, tendo obtido esses três graus pela Universidade de São Paulo.
No final de 1985 diplomou-se em Direito e, no ano seguinte, foi aprovado no exame da OAB. Em outubro de 1986, Haddad foi selecionado para o mestrado em Economia da USP, que viria a concluir em 1990, depois de passar um ano (1989) elaborando a dissertação (O caráter sócio-econômico do sistema soviético) como aluno visitante da Universidade McGill.
Prosseguiu a jornada acadêmica na USP cursando, entre 1991 e 1996, o doutorado em Filosofia, (com a tese De Marx a Habermas — O Materialismo Histórico e seu paradigma adequado, sob a orientação de Paulo Arantes). Nos dois níveis da pós-graduação defendeu teses de crítica ao socialismo real, adotando em ambas abordagens ancoradas na escola frankfurtiana.

#### Política estudantil
Começou a atuar na militância estudantil no terceiro ano da Faculdade de Direito. Em um período de distensão da ditadura militar, que acirrava o debate político nas universidades, Fernando Haddad fez uma imersão na leitura de Karl Marx, aplicando-se à crítica ao stalinismo e também ao trotskismo, que considerava apenas uma crítica moralista ao totalitarismo.
Nessa época, conectou-se com o pensamento da Escola de Frankfurt, identificando-se com as teorias críticas de Theodor Adorno, Max Horkheimer e Herbert Marcuse. Associou-se a militantes de fora das duas facções que se revezavam na direção do Centro Acadêmico XI de Agosto — o Partido Comunista Brasileiro, alinhado à União Soviética, e a trotskista Libelu de crítica ao regime soviético. Fernando apoiou a nova chapa que concorria ao centro acadêmico, ironicamente chamada The Pravda — escrita com a junção das logomarcas dos jornais The New York Times (EUA) e Pravda (URSS). Com a vitória, tornou-se em 1984 presidente do Centro Acadêmico XI de Agosto. Na ação política, participou das passeatas e comícios do movimento Diretas Já, em favor do restabelecimento de eleições diretas para presidente da República.
Por seu envolvimento no movimento estudantil, Haddad foi espionado pelo exército e pelo SNI e aparece como um estudante envolvido nos debates nacionais e cercado de personagens da elite intelectual e política de São Paulo.

## Carreira
Em 1986, associou-se ao engenheiro Paulo Nazar, seu cunhado, para atuar no ramo da incorporação e construção. Em 1988, trabalhou como analista de investimento do Unibanco. Em 1997, foi aprovado no concurso para lecionar na USP, tornando-se, aos 34 anos, professor do departamento de Ciência Política. No mesmo ano, se desfez do negócio da família em função do agravamento do estado de saúde de seu pai. A partir de 1998, trabalhou como consultor da Fundação Instituto de Pesquisas Econômicas, onde coordenou o projeto de criação da tabela mensal de preços de carros novos, conhecida como Tabela Fipe, lançada em maio de 2000.

### Prefeitura de São Paulo (2001–2003)
Em 2001, assumiu a função de chefe de gabinete da Secretaria de Finanças e Desenvolvimento Econômico do município de São Paulo, no início da gestão da prefeita Marta Suplicy, integrando-se à equipe encarregada de equacionar o desequilíbrio fiscal provocado pelas dívidas herdadas da gestão anterior.
Na Secretaria, comandada por João Sayad, Haddad ajudou a montar uma estratégia de pagamento escalonado aos credores e a organizar as finanças municipais. Ao final de dois anos e meio, segundo fontes do Partido dos Trabalhadores (PT), o município teria alcançado o equilíbrio fiscal, incrementando a capacidade de investimento. Haddad deixou a Secretaria junto com Sayad, no primeiro semestre de 2003. Haddad, no mesmo ano, assumiu a Assessoria Especial do Ministério do Planejamento, Orçamento e Gestão e Sayad, em 2005, foi convidado por José Serra, eleito prefeito, para assumir a Secretaria de Cultura do Município de São Paulo.
Em 2008 o Ministério Público Federal arquivou uma Representação feita pelo PDT contra a ex-prefeita de São Paulo. O MP concluiu que, ao contrário do que o partido alegou, a então prefeita não causou déficit ao Tesouro Municipal. Ao contrário, deixou saldo de mais de R$ 91 milhões. A Representação foi arquivada por ordem do ministro Eros Grau, conforme a manifestação da Procuradoria-Geral da República.

### Governo federal

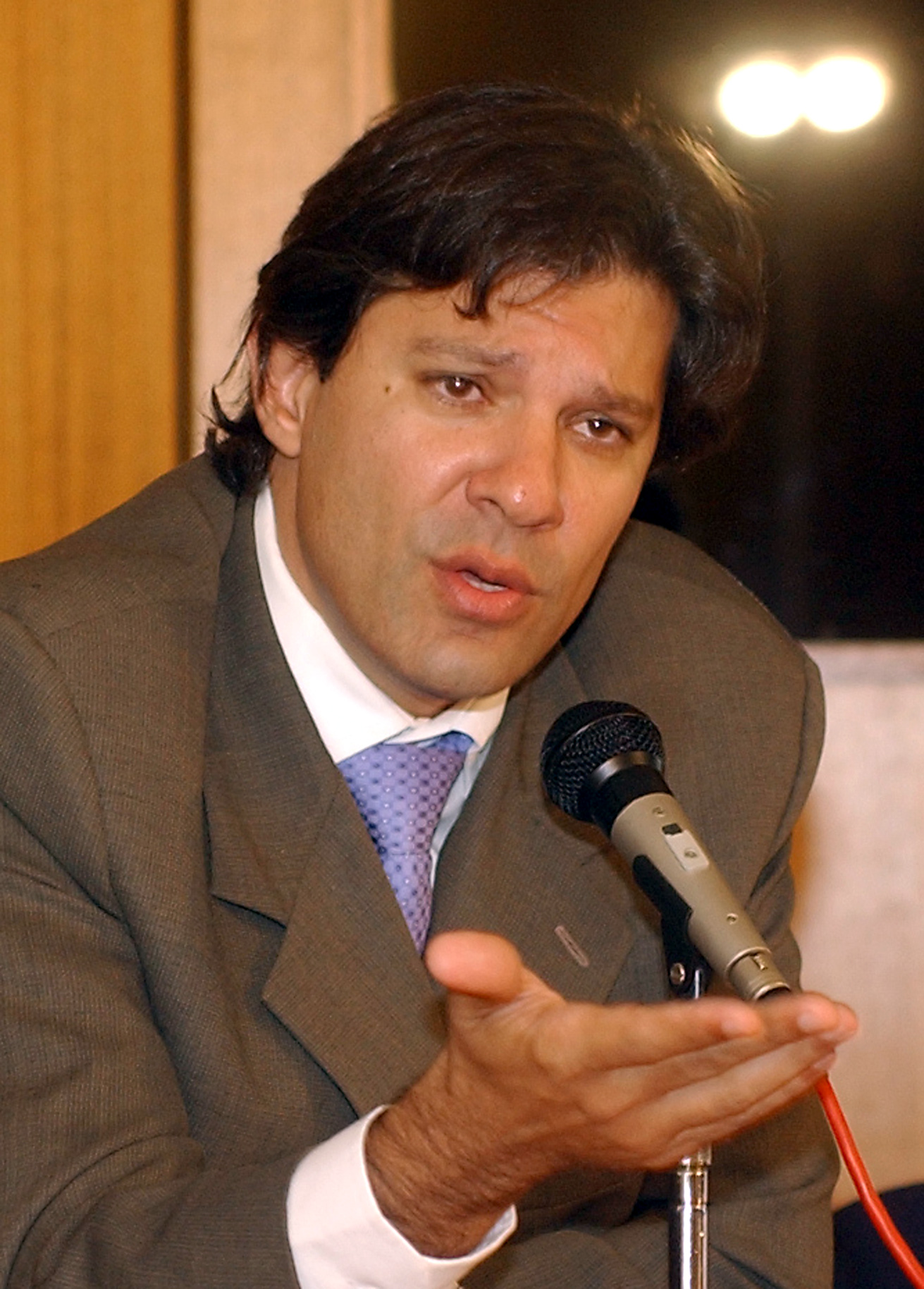
Fernando Haddad como Ministro da Educação em 2006.

Em 2003, Haddad foi convidado por Guido Mantega para integrar sua equipe do Ministério do Planejamento, em Brasília. Na função de assessor especial, formatou a Lei de Parcerias Público-Privadas, as PPPs, com o objetivo de estimular empresários a investir em áreas consideradas estratégicas pelo governo federal. No ano seguinte, foi convidado pelo então Ministro da Educação Tarso Genro para que assumisse o cargo de Secretário-executivo do Ministério da Educação.

### Ministério da Educação
Haddad assumiu o cargo de Ministro da Educação do Governo Lula em 29 de julho de 2005.
Em pouco tempo de trabalho no Ministério Haddad percebeu que as Instituições privadas de Ensino Superior desfrutavam de isenções fiscais desde o início dos 1990 sem dar contrapartidas. Foi nessa brecha que Haddad elaborou o Programa Universidade para Todos (ProUni), transformando em lei federal o programa de concessão de bolsas de estudo em universidades privadas para estudantes de baixa renda.  Até janeiro de 2020, o programa concedeu, segundo dados do governo federal, mais de dois milhões e oitocentas mil bolsas.
Com o Plano de Desenvolvimento da Educação (PDE) de 2007, inaugurou no MEC uma visão sistêmica da educação, que levou o Ministério a atuar da creche à pós-graduação. Ainda em 2007, instituiu o Índice de Desenvolvimento da Educação Básica (IDEB), que passa a medir a qualidade do ensino fundamental e médio. O novo indicador permite estabelecer metas de desempenho anual para cada escola, município e estado, bem como melhorar a distribuição dos recursos pela identificação das carências localizadas.
Em 2007, substituiu o Fundo de Manutenção e Desenvolvimento do Ensino Fundamental e de Valorização do Magistério (FUNDEF) pelo Fundo de Manutenção e Desenvolvimento da Educação Básica (FUNDEB). A mudança ampliou o fundo de financiamento - antes restrito ao ensino fundamental - para toda a educação básica, incluindo creche, pré-escola, ensino médio e modalidades como alfabetização de adultos, educação no meio rural, entre outras. Em 2008, Claudio Haddad, diretor do Ibmec São Paulo, o solicitou com a proposta de mudar o Sistema S. Com o Fundeb, os recursos transferidos da União para estados e municípios saltam de 500 milhões de reais (média no Fundef) para cinco bilhões ao ano. Em contrapartida, estabeleceu o piso salarial nacional para o professor, que passou a ser progressivamente adotado pelas unidades federativas.
Ao final da gestão Haddad, o Brasil havia aumentado o investimento público em educação de 3,9% para 5,1% do produto interno bruto.
Um meme amplamente divulgado distorceu dados do PISA em 2012, avaliação internacional de estudantes, mostrando gráficos que mostram queda do Brasil no ranking, para sustentar que a educação piorou com Fernando Haddad no MEC, entre 2005 e 2012. Apesar de os dados estarem corretos, a queda foi provocada mais pela inclusão de 25 novos países no levantamento nesse período do que pelo desempenho dos estudantes brasileiros. Na verdade, as pontuações das avaliações de 2006, 2009 e 2012 indicam melhora no aprendizado.
Ainda durante a gestão Haddad, estipulou-se o ensino fundamental de nove anos e expandiu-se o acesso ao ensino superior com a criação de catorze novas universidades federais e mais de 100 campi. Com isso, segundo dados do governo, o número de vagas em universidades federais aumentou de 139 mil para 218 mil. Por meio da criação do SiSU, o Exame Nacional do Ensino Médio (ENEM) tornou-se uma porta de entrada para instituições públicas de ensino superior.

#### Acesso à universidade

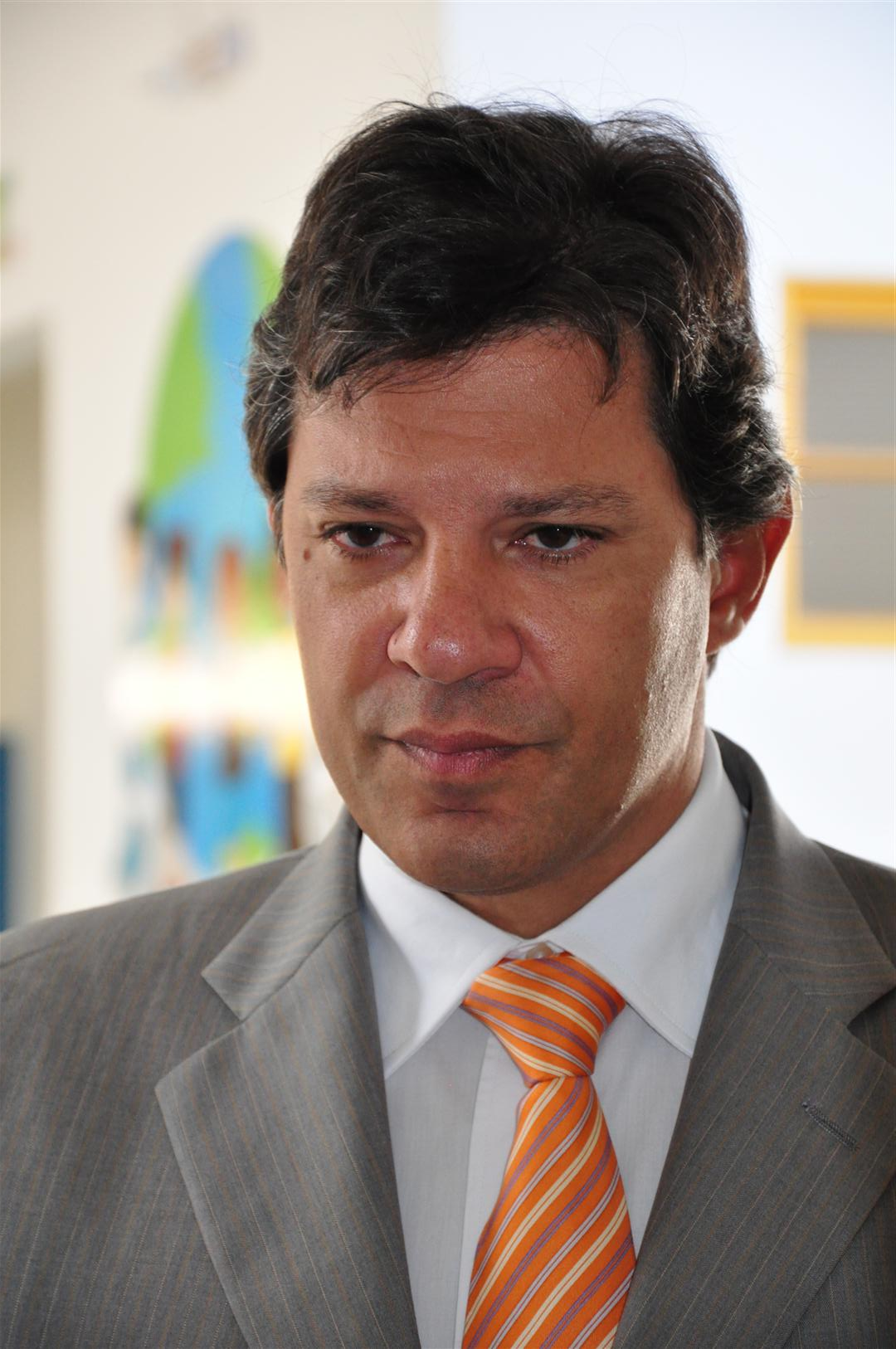
Haddad em 2011.

O Programa Universidade para Todos (ProUni) foi um projeto criado durante a gestão de Haddad no MEC, que concede bolsas de estudo em universidades privadas para estudantes de baixa renda. O embrião do projeto surgiu quando ele integrava a Secretaria de Finanças na gestão Marta Suplicy na Prefeitura de São Paulo. Na ocasião, já havia proposto uma lei municipal que permitia a transformação de débitos tributários de instituições privadas de ensino em bolsas de estudos. Quando assessorou o então ministro do Planejamento Guido Mantega, prosseguiu discutindo com universidades particulares a proposta de trocar tributos por bolsas. Quando foi secretário executivo do Ministério da Educação, em 2004, concretizou a ideia na forma de projeto de lei federal. E foi durante a sua gestão como ministro que o programa se expandiu até atingir a marca de um milhão de bolsas concedidas. Com o mesmo propósito de facilitar o acesso de estudantes de baixa renda à universidade, o ministro Haddad alterou as regras do Fundo de Financiamento ao Estudante do Ensino Superior (FIES). Assegurou a redução dos juros, aumento de prazo de carência, dispensa de fiador e um mecanismo de remissão da dívida para professores da escola pública e médicos do Sistema Único de Saúde (SUS), à razão de 1% por mês de exercício profissional. Haddad instalou 14 novas universidades federais e concebeu e implementou a Universidade Aberta do Brasil e o Instituto Federal de Educação, Ciência e Tecnologia. Durante os seis anos e meio em que comandou o MEC, o número de vagas no ensino superior público federal passou de 139,9 mil em 2007 para 218,2 mil em 2010. Foram entregues ao país 126 campus universitários federais, 214 escolas técnicas e 587 polos de educação à distância. O número de formandos cresceu 195% nos últimos dez anos.
Em 2009, Haddad reformulou o Exame Nacional do Ensino Médio (Enem). A mudança ampliou as funções do exame. Em 2021, mais de 130 universidades federais e privadas utilizam a nota do ENEM para substituir o vestibular, à semelhança dos sistemas utilizados em outros países, como o SAT norte-americano e o Baccalauréat francês. O ENEM, de acordo com informações do Portal R7, é considerado o segundo maior exame do mundo, só sendo superado pelo exame aplicado na China.
No início, no entanto, o Enem foi marcado pelo que os estatísticos chamam de lei dos grandes números. Nas primeiras edições do ENEM foram registrados problemas de diferentes magnitudes. No primeiro ano, em 2009, houve vazamento da prova, que foi adiada para a elaboração e reimpressão de novo teste. O consórcio Connasel, responsável pela aplicação do exame, foi condenado a ressarcir os prejuízos e os responsáveis pelo vazamento foram condenados a pena de reclusão. Em 2010 cerca de 3,5 mil provas — do total de 4,6 milhões —  tiveram problemas de impressão, como questões repetidas e cabeçalho da folha de respostas errado. Novas provas foram aplicadas aos estudantes prejudicados, sem custos adicionais para a União. Mas com enormes desgastes para os estudantes e demais envolvidos no processo. Em 2011 houve o cancelamento de 14 quesitos da prova para 600 alunos de um colégio de Fortaleza, que tiveram acesso antecipado às questões na fase do pré-teste. A condução de Haddad do ENEM foi duramente criticada por partidos de oposição e também por articulistas na imprensa, apontando que as falhas ocorridas repetidamente no exame seriam um ponto fraco do ex-ministro durante a campanha para a prefeitura de São Paulo nas eleições municipais de 2012.
Essas falhas, no entanto, não teriam afetado a credibilidade do Enem, que vem crescendo continuadamente em participação. Em 2009, foram 4,15 milhões de inscritos no Enem. Em 2010, 4,61 milhões, e em 2011, o número de candidatos saltou para 6,22 milhões. O Enem é o maior exame vestibular do Brasil (reconhecido oficialmente pelo RankBrasil – Recordes Brasileiros) e o segundo maior do mundo, atrás somente do Gāo Kǎo, o exame de admissão do ensino superior da República Popular da China.
Em 2016, último ano do governo Dilma, a prova contou com mais de 9 milhões de inscritos, divididos em 1 661 municípios do país. Em 2021, no entanto, sob o governo Bolsonaro o exame registrou o menor número de inscrições desde que começou a ser utilizado pelas universidades de todo o país em 2005, e teve pouco mais de 3 milhões de inscritos.

#### Emendas constitucionais para a Educação
Haddad conseguiu apoio político para aprovar duas Emendas Constitucionais (nº 53 e nº 59) que alteraram oito dispositivos da Constituição, instituindo:
1. Obrigatoriedade do ensino dos 4 aos 17 anos;
2. Fim do dispositivo de Desvinculação de Receitas da União (DRU) que retirava do orçamento do MEC, desde 1995, cerca de R$ 10 bilhões ao ano;
3. Limite mínimo do investimento público em educação como proporção do PIB;
4. Ensino fundamental de nove anos;
5. Substituição do Fundef pelo Fundeb;
6. Piso salarial nacional para os professores da rede pública;
7. Extensão dos programas complementares de livro didático, alimentação, transporte e saúde escolar para toda a educação básica, da creche ao ensino médio.

#### Indicadores da educação

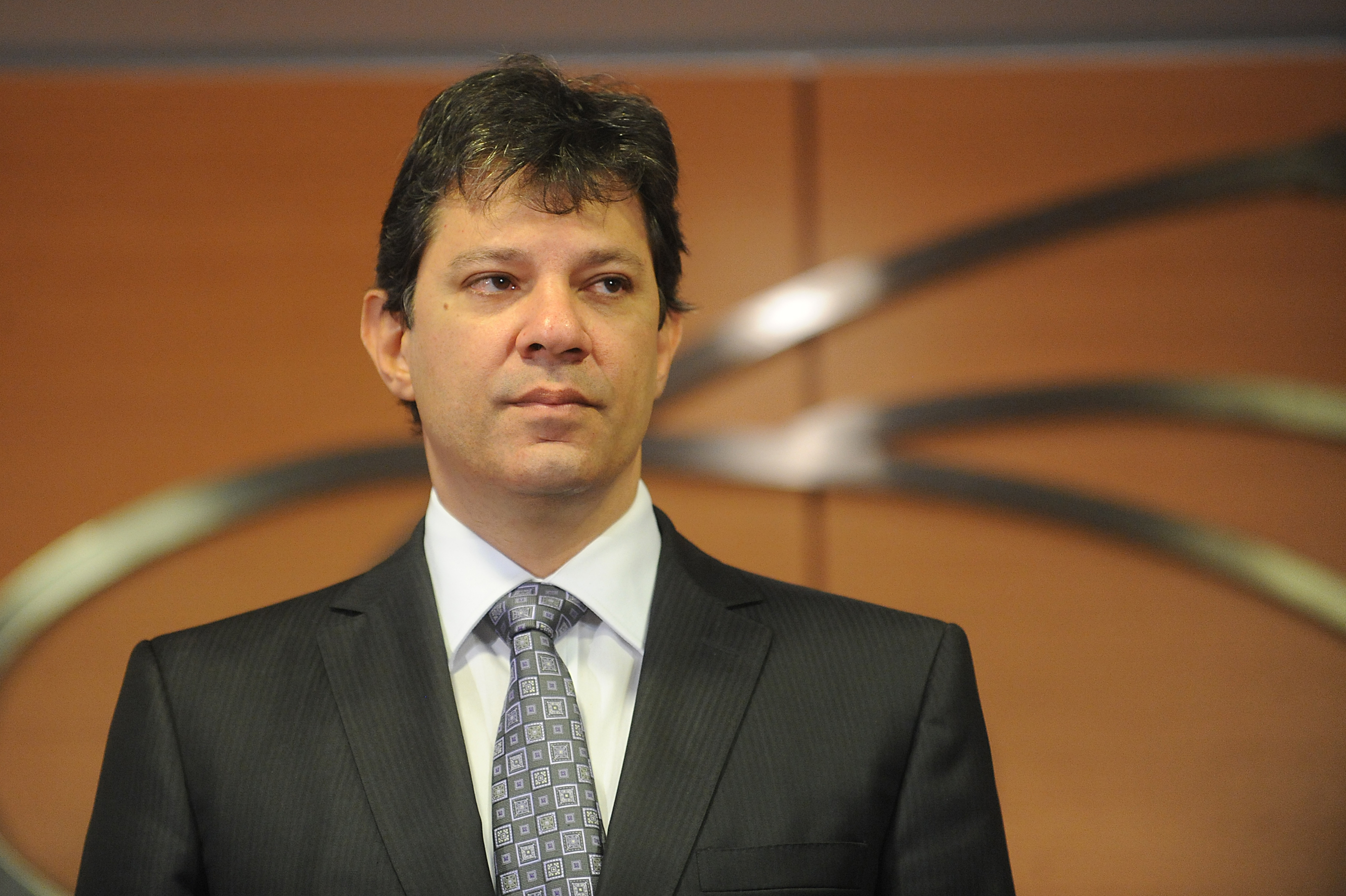
Haddad em um evento em 2011.

Indicadores nacionais e internacionais de avaliação constatam que houve melhorias objetivas durante a gestão de Haddad no MEC. Segundo o Banco Mundial, o Brasil foi o país que mais avançou em aumento de escolaridade. Segundo o IDEB, a nota média dos alunos subiu acima das metas pré-fixadas como viáveis para o período entre 2005 e 2009. Nos anos iniciais do ensino fundamental (1ª à 4ª série) a nota passou de 3,8 para 4,6 – a meta era de 4,2. Nos anos finais do ensino fundamental (5ª à 8ª série), subiu de 3,5 para 4,0 – a meta era de 3,7. No ensino médio, o Ideb subiu de 3,4 para 3,6 – a meta era de 3,5. No indicador internacional – Programa Internacional de Avaliação de Alunos (Pisa) –, o Brasil apareceu entre os três países que mais evoluíram na educação básica, depois do Chile e de Luxemburgo. O avanço foi classificado no relatório da Organização para a Cooperação e Desenvolvimento Económico (OCDE) como "impressionante".
Segundo pesquisa divulgada pelo instituto Datafolha, logo após Haddad ser indicado pelo Partido dos Trabalhadores em janeiro de 2012 para se candidatar à Prefeitura de São Paulo, a pasta de educação do governo federal (MEC) foi a melhor avaliada pela opinião pública.

#### Distribuição de livros didáticos

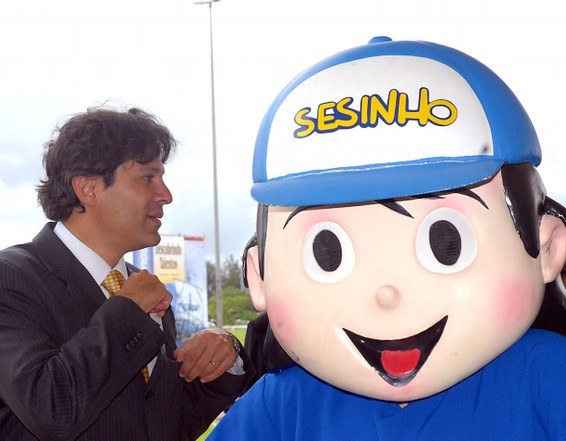
Fernando Haddad ao lado do símbolo do projeto "Sesi Indústria do Conhecimento" em 2006.

Durante sua gestão, o Programa Nacional de Livros Didáticos (PNLD) distribuiu mais de 700 milhões de livros gratuitos para estudantes do ensino fundamental e ensino médio. Foram atendidas 185 mil escolas em todas as regiões do Brasil.
Entre os milhões de livros distribuídos, alguns foram alvos de polêmicas em 2012, ano em que Haddad concorreu à prefeitura. O livro intitulado Por uma Vida Melhor citava expressões como "nós pega os livro" e "os menino pega o peixe" para exemplificar que esta linguagem, coloquial em algumas regiões do país, não estava adequado à norma culta da língua portuguesa, mas a imprensa inicialmente noticiou que haviam sido distribuídos livros com erros de concordância verbal. O debate se prolongou com a discordância entre estudiosos sobre o ensino da língua nas escolas. Professores como Pasquale Cipro Neto, Marcos Bagno, Carlos Alberto Faraco e Dante Lucchesi se posicionaram a favor da obra, enquanto a Academia Brasileira de Letras emitiu uma nota pública contrária à aplicação do livro, argumentando que não cabe ensinar em sala de aula variedades da língua que não seja a padrão. Haddad prestou esclarecimentos sobre o livro no Senado Federal e a Defensoria Pública da União propôs uma ação judicial pedindo o recolhimento dos livros. A ação acabou sendo arquivada pelo Ministério Público Federal, por considerar que o livro não propaga o estudo errado da língua portuguesa e também rejeitou os pedidos para que os livros fossem recolhidos das escolas.
Em setembro de 2007, o livro Nova História Crítica de Mario Schmidt, que constava no Guia do Livro Didático do Ministério da Educação de 2002 até abril de 2007 e era distribuído em escolas do ensino fundamental, foi alvo de polêmica semelhante. Ali Kamel, diretor de jornalismo da Rede Globo, apontou que o livro teria como finalidade a doutrinação dos alunos para o socialismo. Para a historiadora Eliana Vinhaes, professora da UERJ, a polêmica não passou de uma "falsa questão", pois ninguém se mostrou incomodado pelas passagens do livro em relação ao negro e ao índio, que, segundo ela, também deixam a desejar. Por causa da polêmica, o livro de Schmidt para o segundo grau foi retirado no PNLD de 2008.

#### Programa Brasil Sem Homofobia
Em 2004, o Ministério da Saúde/Conselho Nacional de Combate à Discriminação elaboraram o Programa Brasil Sem Homofobia, após as secretarias e entidades sociais concluírem que entre tantos preconceitos existentes, apenas um deles é a homofobia, que significa o ódio e a violência contra homossexuais, e que prejudica a imagem de alunos, professores e servidores, interfere no aprendizado e na evasão escolar. Como parte dessa política, o MEC vem capacitando professores para o combate à homofobia, financiando projetos em todas as regiões para promover o reconhecimento à diversidade sexual e trabalhando com instituições de ensino superior na produção de materiais didáticos de enfrentamento ao problema.

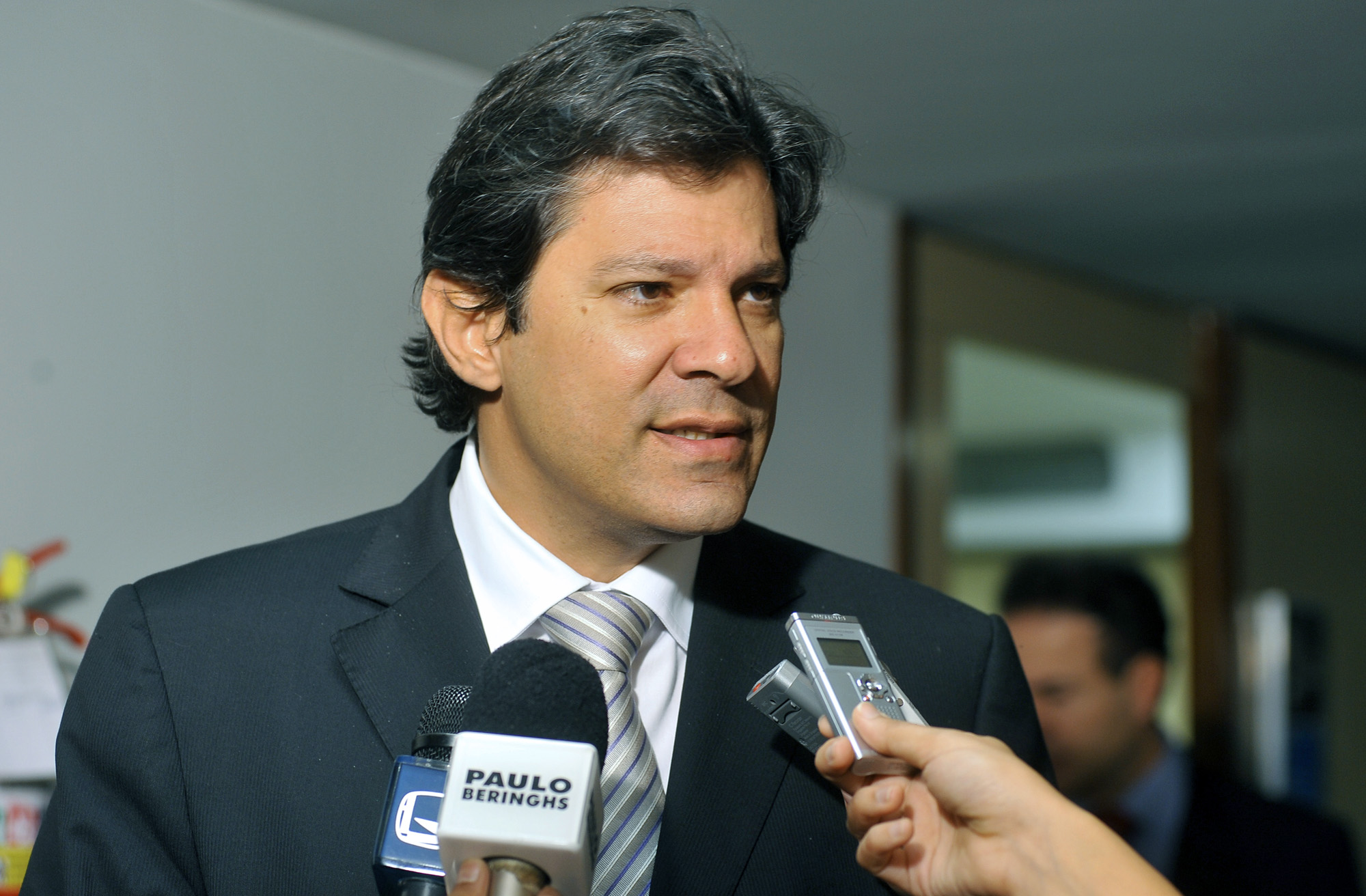
Haddad como ministro da Educação em 2010.

Em 2008, a ONG Pathfinder, em parceria com outras entidades, produziu três vídeos com recursos de uma emenda parlamentar que foram liberados pelo MEC. Os vídeos integravam um conjunto de materiais pedagógicos que seriam distribuídos nas escolas do ensino médio. Os críticos do programa batizaram-no de "Kit Gay", entendendo que o programa não combatia nenhum preconceito, e sim tinha a finalidade de "ensinar e divulgar o estilo de vida homossexual".
Em 2011, os vídeos foram postados na internet antes de serem examinados e aprovados pelo ministério. O material provocou polêmica nos meios de comunicação. Programas de TV evangélicos e bancadas parlamentares religiosas da Câmara dos Deputados apontaram que os vídeos não pretendiam combater preconceitos em geral, mas estimulavam a prática homossexual nos alunos. Do outro lado, parlamentares progressistas, lideranças e entidades sociais defendiam o projeto das ONGs. A Unesco entrou no debate, declarando que o kit estava "adequado às faixas etárias e de desenvolvimento afetivo-cognitivo a que se destina".
A presidente Dilma Rousseff encerrou a polêmica, determinando que o material não fosse distribuído oficialmente. Haddad anunciou que o material seria refeito. Aloízio Mercadante, seu sucessor no MEC, afirmou que dará continuidade ao programa sem o uso de vídeos. Em maio de 2012, o deputado João Campos de Araújo (PSDB-GO), líder da Frente Parlamentar Evangélica, admitiu que usou as denúncias de corrupção que pesavam contra o então ministro da Casa Civil Antonio Palocci para pressionar a presidente Dilma pela suspensão dos vídeos. A oposição ao governo federal propôs a criação de uma CPI para investigar as denúncias de enriquecimento ilícito que pesavam contra o então ministro, mas não obteve apoio suficiente devido à falta de adesão dos deputados da Frente Evangélica. Os deputados evangélicos teriam ameaçado a dar quórum para a abertura da CPI caso os vídeos fossem liberados para os alunos.
Durante as eleições presidenciais de 2018, o adversário de Haddad, Jair Bolsonaro, divulgou amplamente que o ex ministro havia criado o chamado "kit gay", inclusive durante entrevista para o Jornal Nacional, obrigando o TSE a intervir e confirmar que o kit nunca existiu, além de proibir a divulgação da notícia falsa.

### Eleições de 2012

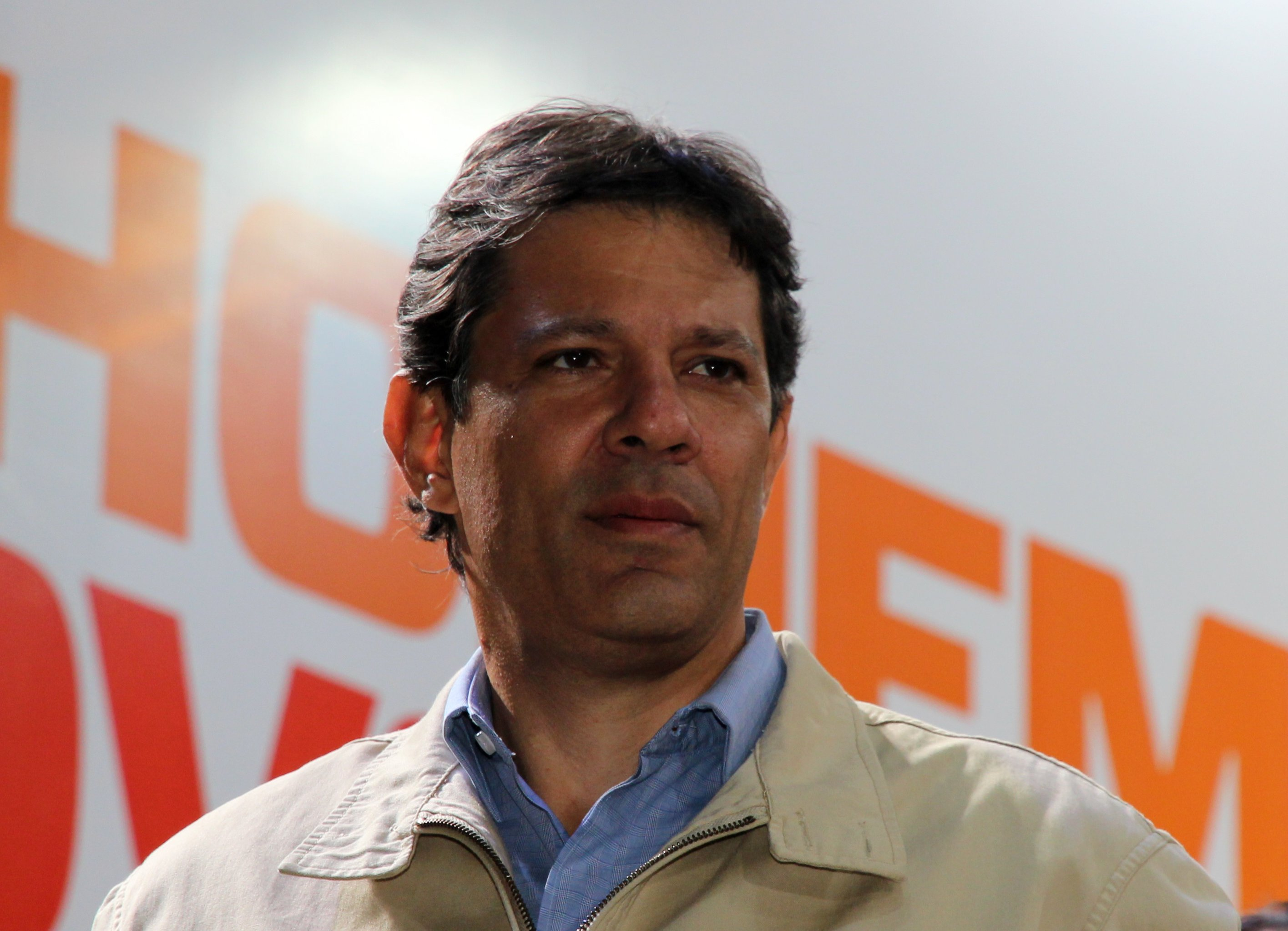
Fernando Haddad em comício em São Mateus

Fernando Haddad com sua vice, Nádia Campeão

#### Campanha
Em evento realizado em São Paulo, o Partido dos Trabalhadores homologou a pré-candidatura de Fernando Haddad para concorrer à prefeitura de São Paulo nas eleições de 2012.
No dia 18 de junho de 2012, o PT formalizou aliança municipal com o PP, partido da base de apoio aos governos Dilma e Alckmin, cujo apoio a José Serra, principal adversário de Haddad nessa eleição, era dado como certo. Tal aliança, em virtude da presença de Paulo Maluf na presidência estadual do PP, fez com que a candidata a vice, Luiza Erundina, desistisse de concorrer ao lado de Haddad, embora tenha deixado claro que faria campanha por Haddad por considerá-lo o melhor candidato. PCdoB e PSB também se somaram à coligação de apoio a Haddad. Nádia Campeão foi anunciada como vice de Fernando Haddad no lugar de Luiza Erundina.
Em julho, Haddad anunciou que pretendia disponibilizar uma rede pública de bicicletários com empréstimos de bicicletas pela periferia da cidade de forma integrada com o Bilhete Único. Dias depois pedalou com cicloativistas em um trajeto da Praça do Ciclista até o Diretório Municipal do Partido dos Trabalhadores e assinou a "Carta de compromisso com a mobilidade por bicicletas" por iniciativa das associações de ciclistas, CicloBr e Ciclocidade. Ao final do evento apresentou seu Plano de Governo para o Sistema Cicloviário do Município de São Paulo, o plano, intitulado "Sou + SP de Bicicleta", entre outros, teve a participação do cicloativista Henrique Boney em sua elaboração e foi disponibilizado na internet pelo coordenador da área de transportes do seu programa de governo, Chico Macena. O Plano chegou a ser elogiado pela sua oponente nas eleições, a ex-apresentadora e vereadora Soninha Francine.

Concepção do Arco do Futuro

Em agosto, Haddad lançou seu plano de governo, chamado de "Arco do Futuro". Haddad planejava redesenhar a cidade transformando todas operações urbanas em andamento e em projeto, em apenas uma única Operação urbana, cobrindo toda área no entorno deste "Arco" com estímulos fiscais, estruturais e sociais para atrair o desenvolvimento e a criação de novos polos de empregos e serviços.

#### Apuração das urnas
Em 7 de outubro recebeu 1 776 317 votos válidos, ficando em segundo lugar com 28,98%, atrás de José Serra (PSDB). Este resultado permitiu-lhe continuar com a disputa pela Prefeitura de São Paulo no segundo turno. Na votação do dia 28 de outubro, Fernando Haddad foi eleito prefeito de São Paulo, com 3 387 720 votos (55,57% dos votos válidos).

#### Promessas de campanha
Logo após os resultados nas urnas que confirmaram a vitória de Fernando Haddad, a imprensa de São Paulo reuniu suas principais promessas anunciadas durante a campanha eleitoral para que fossem objeto de futura cobrança pela população.

#### Transição de governo

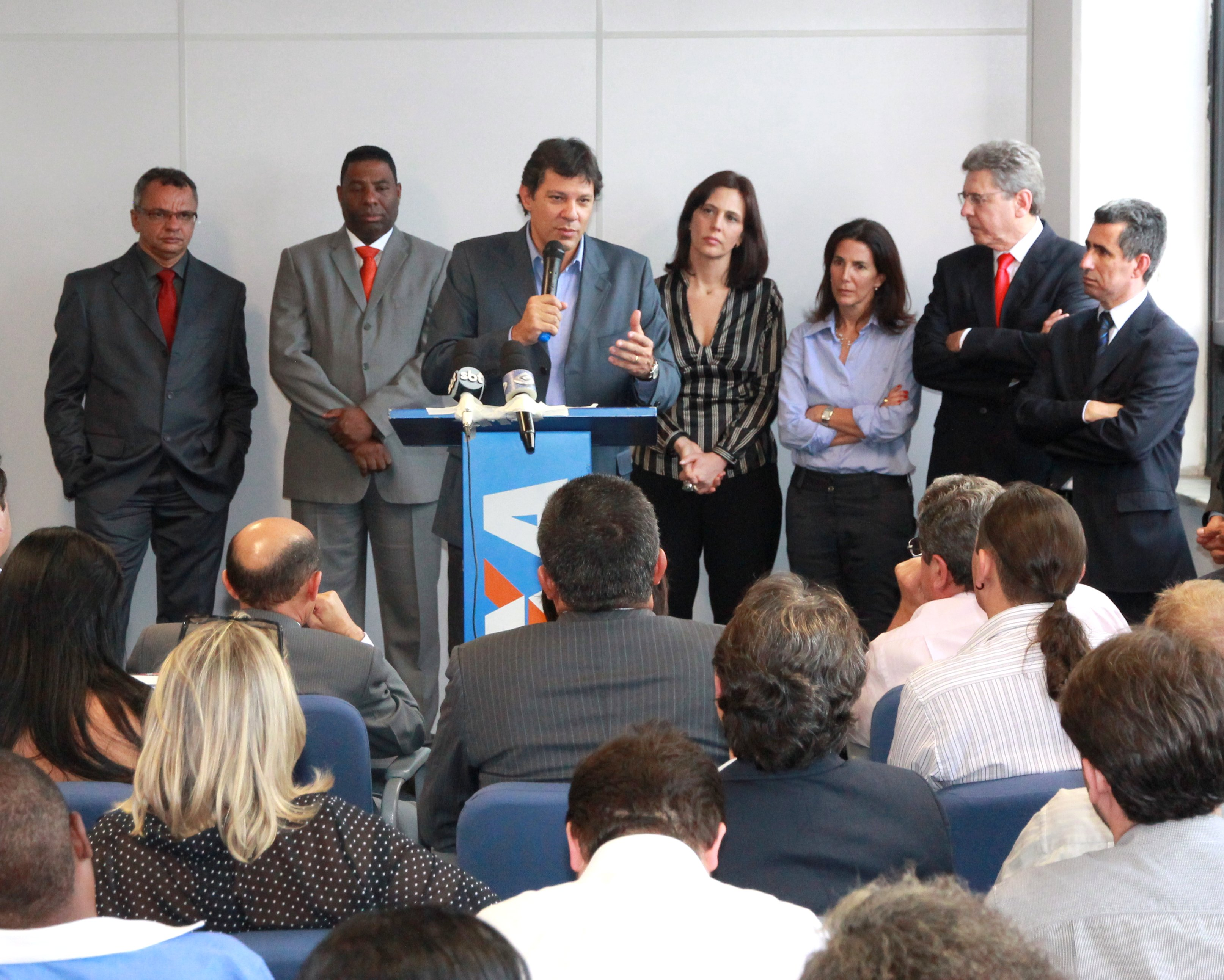
Fernando Haddad anunciando novos secretários durante o processo de transição de governo

No dia seguinte aos resultados das urnas, o prefeito eleito de São Paulo foi a Brasília para negociar com a presidente Dilma Rousseff as dívidas do município com a união, e o então prefeito, Gilberto Kassab, anunciou que o responsável em sua gestão pelo processo de transição seria Nelson Hervey, seu secretário de governo, enquanto o coordenador de transição de governo de Haddad seria Antonio Donato. Em meio ao processo de transição Haddad foi a Paris para defender a candidatura de São Paulo para receber a Expo 2020.
Em novembro e dezembro Haddad anunciou os nomes dos primeiros secretários de seu governo. A Secretaria de Governo ficou com Antonio Donato, a de Finanças com Marcos de Barros Cruz, Desenvolvimento Urbano ficou com Fernando de Mello Franco, Planejamento com Leda Paulani, Luís Fernando Massonetto em Negócios Jurídicos, Jilmar Tatto em Transportes, José de Filippi na Secretaria Municipal de Saúde, Chico Macena na Coordenação das 31 Subprefeituras, João Antonio em Relações Governamentais, Eliseu Gabriel para a Pasta de Desenvolvimento Econômico e do Trabalho, Netinho para a Secretaria de Promoção da Igualdade Racial, Ricardo Teixeira para a Secretaria de Verde e Meio Ambiente (após a desistência do nome inicialmente escolhido, Roberto Tripoli), Marianne Pinotti para a Secretaria da Pessoa com Deficiência e Mobilidade Reduzida, Luciana Temer na Secretaria de Assistência Social, Celso Jatene em Esportes, Denise Motta Dau para a Secretaria de Mulheres, Nunzio Briguglio Filho para a Secretaria de Comunicação, Rogério Sotilli em Direitos Humanos, Paula Mota Lara para Controle Urbano, Cesar Callegari para a Secretaria de Educação e Leonardo Barchini para Relações Internacionais.

### Prefeito de São Paulo (2013–2016)

#### Mobilidade urbana
Uma das principais bandeiras da gestão Haddad foi a de mudança de mentalidade do paulistano no que diz respeito à mobilidade. Enquanto prefeito, declarou diversas vezes que pretendia "comprar briga" com motoristas, dando prioridade para transporte coletivo e outros meios de transporte que não o individual motorizado.

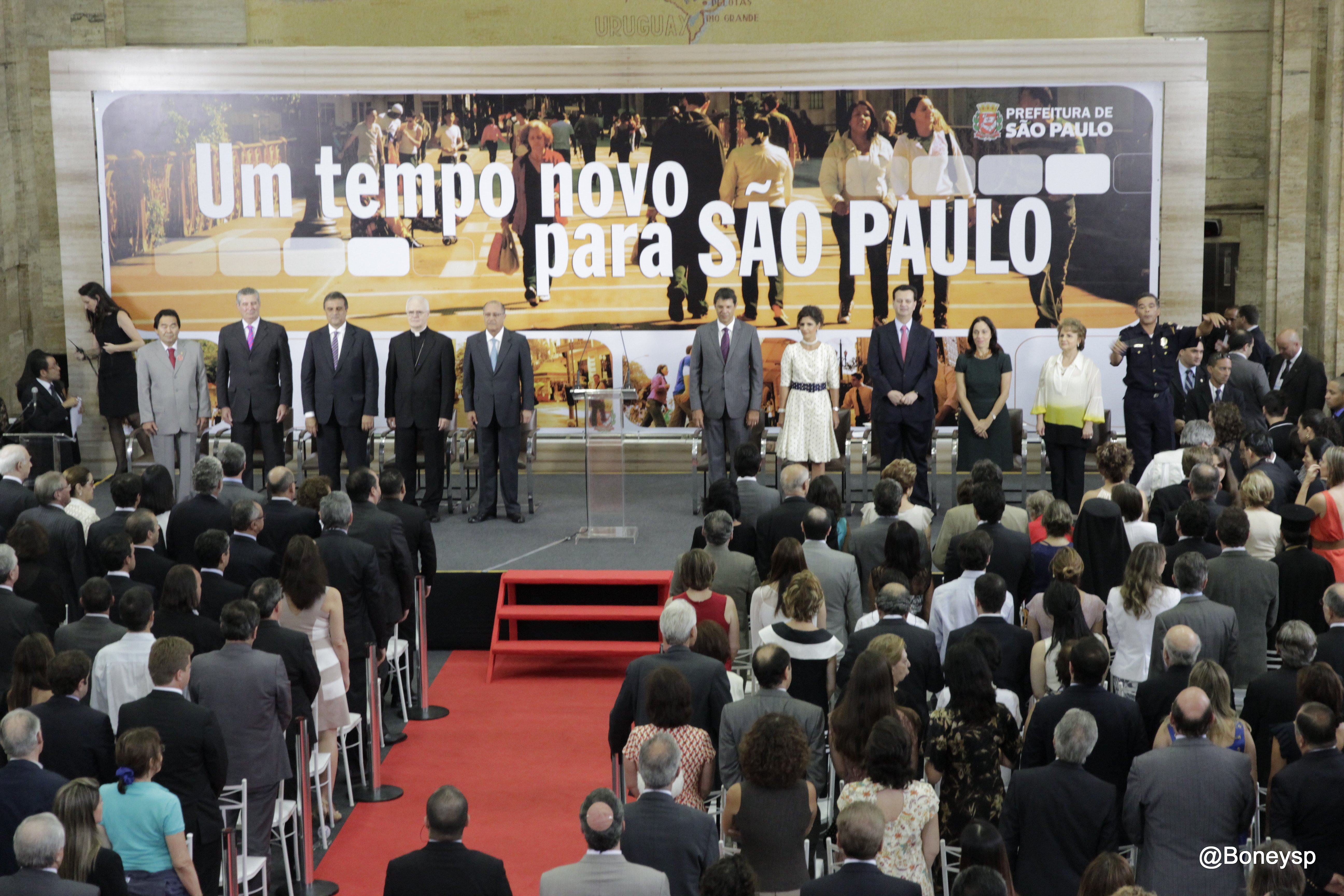
Cerimônia de posse na sede da prefeitura de São Paulo

Em campanha, Haddad havia prometido construir 150 km de corredores de ônibus, definidos como faixa exclusiva do lado esquerdo da via, com algum tipo de separação física (mesmo que pequena, com "tartarugas"), e mais 150 km de faixas exclusivas de ônibus, definidos como faixa exclusiva do lado direito da via, sem separação física, apenas com sinalização de solo. Até setembro de 2014, a gestão Haddad já havia licitado 97 km para construção de corredores de ônibus, sendo 37 km já em execução, e 60 km "aguardando licença ambiental, mas já contratados", segundo o prefeito. Além de ter superado a meta das faixas exclusivas, tendo implementado mais de 200 km delas na cidade.

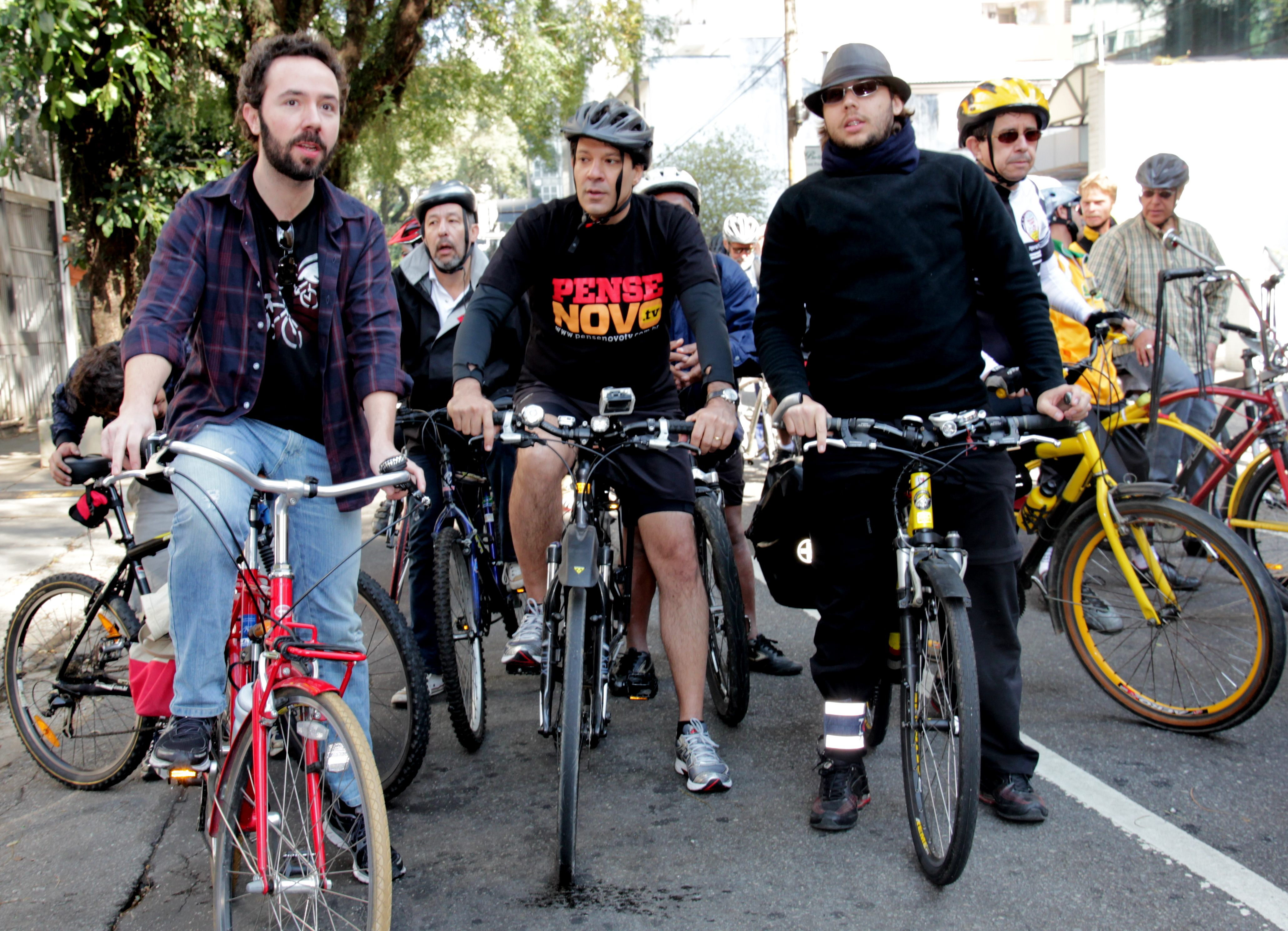
Fernando Haddad defende a expansão da malha cicloviária da capital paulista

Em fevereiro de 2015, 151 novas linhas de ônibus noturno foram lançadas em substituição a 98 linhas que circulavam na madrugada, agora extintas. A rede noturna atende toda a extensão da rede metroviária, terminais de ônibus e serviços 24 horas, e os coletivos circulam da 0h às 4h. 101 linhas operam com intervalo de 30 minutos e as outras 50 linhas são estruturais e circulam com intervalo de 15 minutos.
O jornal norte-americano The Wall Street Journal publicou, em setembro de 2015, uma reportagem sobre Haddad e sua defesa do uso de bicicletas e redução do volume de automóveis. O jornal disse que se Haddad "fosse o chefe de São Francisco, Berlim ou alguma outra metrópole, ele seria considerado um visionário urbano". Em outubro do mesmo ano, o The New York Times o descreveu como o líder de um movimento que desafia a supremacia do automóvel após uma sucessão de políticas desastrosas que pioraram o problema de mobilidade urbana no município. O NY Times cita que o prefeito da capital paulista se inspira em políticas de Nova York, Bogotá, Paris e outras cidades para construir ciclovias e corredores de ônibus, alargar calçadas, reduzir limites de velocidade, limitar estacionamentos em lugares públicos e proibir carros em determinadas vias aos finais de semana.
Em dezembro de 2015, o site especializado em arquitetura ArchDaily classificou o projeto de mobilidade urbana do governo Haddad como "inspirador" e afirmou que "mesmo sob pressão de uma sociedade conservadora, a atual gestão conseguiu impulsionar e ganhar reconhecimento da população em algumas de suas principais ações, como inserir uma rede de ciclovias que possibilitam o uso - até então inimaginável - de bicicletas, criar novas faixas exclusivas para ônibus, abrir a Avenida Paulista – ícone da cidade – para que os pedestres possam ocupá-la durante todos os domingos, incentivar a arte e cultura urbana".
Entre 2013 e 2015, por exemplo, o município de São Paulo caiu 51 posições no TomTom Trafic Index, o mais importante ranking mundial de medição de congestionamentos, feito em 295 metrópoles com mais de 800 mil habitantes, em 38 países. Posicionada em 7º lugar entre as mais congestionadas do mundo em 2013, a capital paulista foi classificada na 58ª posição na medição de 2015. A melhora no indicador é explicada por medidas adotadas pela administração municipal no período analisado, como a ampliação dos corredores exclusivos para ônibus, o aumento da fiscalização, as mudanças de mão em vias estratégicas e, especialmente, a redução nos limites de velocidade de trânsito. No Brasil, o tráfego rodoviário de cidades como Rio de Janeiro (4º lugar), Salvador (7º), Recife (8º) e Fortaleza (41º) foi classificado como pior que o de São Paulo.
A mobilidade urbana na gestão Haddad rendeu diversos prêmios à prefeitura como o prêmio MobiPrize 2014 na categoria "Estado/Cidade empreendedor", Prêmio Rainha Letizia de Acessibilidade Universal de Municípios Latinoamericanos e o Sustainable Transportation Award (STA) .

##### Expansão da malha cicloviária

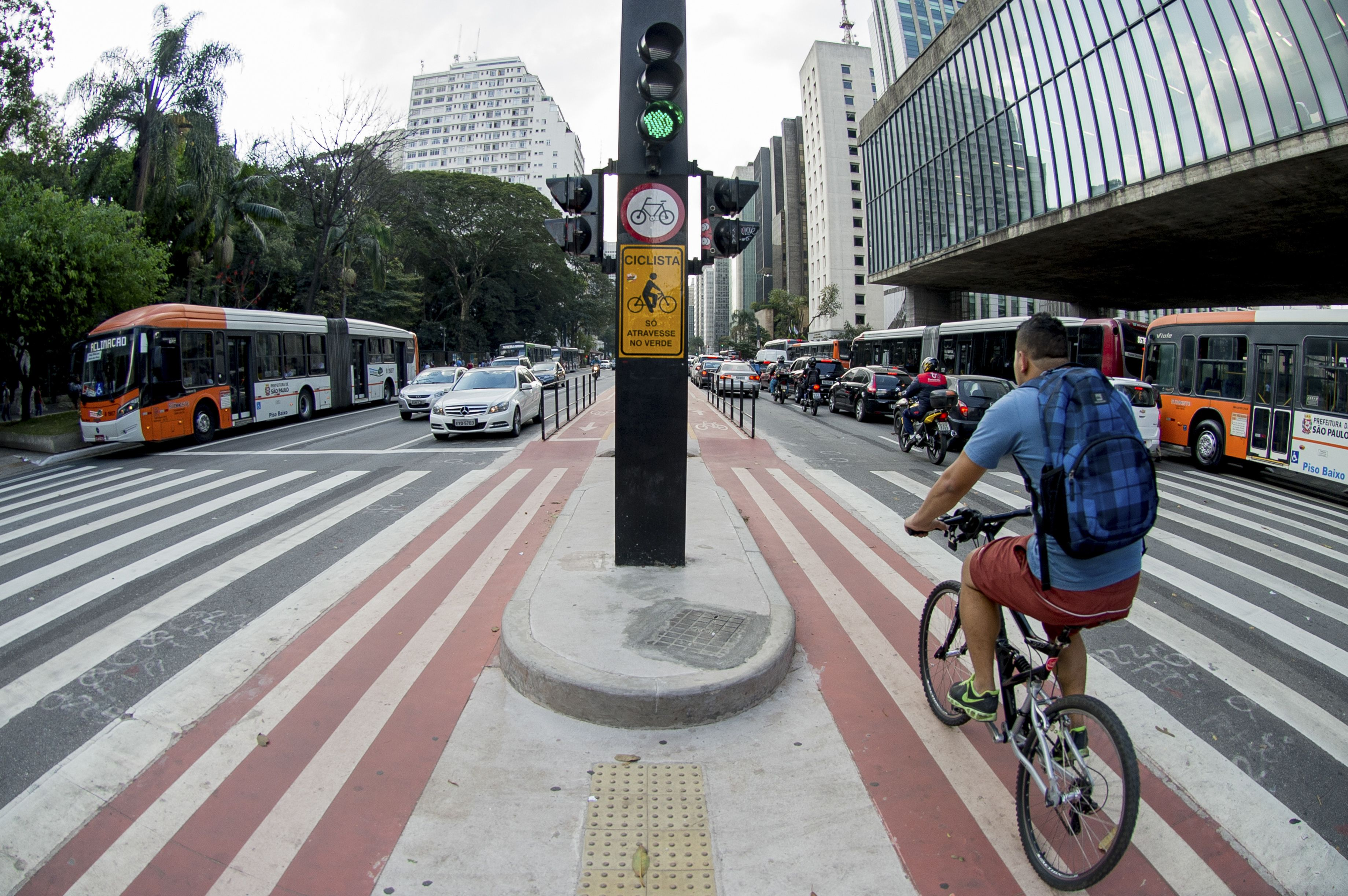
Ciclovia da Avenida Paulista

Em 4 de junho de 2014, Fernando Haddad e seu secretário dos transportes, Jilmar Tatto, anunciaram a meta de criar, até o fim da gestão Haddad, mais 400 km de malha cicloviária na capital. Até setembro de 2014, quase 80 km de novas ciclovias já haviam sido construídos. Em abril de 2016 a marca dos 400 km de ciclovias foi superada.
Apesar de algum grau de controvérsias, a expansão da malha cicloviária tinha, segundo pesquisa do Ibope em setembro de 2014, tinha aprovação de 88% dos cidadãos da capital paulista. Além disso, um aumento expressivo no número de ciclistas vem acompanhando a expansão das ciclovias na cidade.
Segundo uma pesquisa do Datafolha de fevereiro de 2015 a aprovação das ciclofaixas caiu de 80% (09/2014) para 66% e a proporção de pessoas contrárias subiu de 14% para 27% no espaço de apenas 4 meses.  Em nova pesquisa realizada em 2019, a aprovação voltou a subir e cerca de 82% dos paulistanos queriam mais ciclovias além das que já tinham sido implantadas. Após a gestão Haddad, São Paulo é hoje a cidade brasileira com mais ciclovias.
Em 19 de março de 2015, a justiça decidiu paralisar as obras das ciclovias, com exceção da obra na Avenida Paulista, por falta de estudo de prévio impacto das alterações viárias sobre tráfego de veículos em vias públicas.
A liminar dada em primeira instância foi derrubada em 27 de março, após decisão do Desembargador Renato Nalini, na qual afirmou que a "falta de prévio estudo de impacto viário não é o bastante [...] Isso porque não se pode equiparar a alegação de estudo deficiente, como quer o Ministério Público, à ausência completa de prévia avaliação do impacto".
Novas tentativas de paralisar a implantação das ciclovias sofreram derrotas na justiça. Em outubro o Tribunal de Justiça negou mais um recurso do Ministério Público e o desembargador Marcos Pimentel Tamassia afirmou em sua decisão que "não há como se entender como leviana ou ilegal a opção do governo municipal pela implantação dos 400km de ciclovia".

##### Cancelamento do Monotrilho de M'Boi Mirim
Em 2009, a gestão Kassab assinou um acordo de cooperação com a Agência de Cooperação Internacional do Japão (JICA) para a elaboração de soluções em transporte público. A JICA apresentou o projeto de uma rede de monotrilhos para São Paulo. Posteriormente a SPTrans elaborou um edital de licitação da primeira linha ligando o Jardim Ângela a Santo Amaro. O edital e o projeto foram cancelados pela gestão Haddad em março de 2013. Para justificar a decisão, a gestão Haddad defendeu que a mera ampliação do Corredor Jardim Ângela-Guarapiranga-Santo Amaro seria suficiente para atender a região. Anos depois, Haddad justificou sua decisão e afirmou que o monotrilho era "um desastre urbanístico".

#### Combate à corrupção
Uma das promessas do prefeito Fernando Haddad era atuar na prevenção da corrupção nos órgãos vinculados à administração municipal. Em maio de 2013, a Lei 15 764/2013 foi sancionada criando a Controladoria Geral do Município de São Paulo (CGM) com a finalidade de prevenir e combater a corrupção na gestão municipal, garantir a defesa do patrimônio público, promover a transparência e a participação social e contribuir para a melhoria da qualidade dos serviços públicos.
Embora tenha recebido críticas que remetiam a criação do novo órgão ao inchaço da máquina pública, a atuação da CGM trouxe resultados efetivos no que concerne às suas finalidades. Ainda no ano de 2013, a Controladoria Geral do Município foi responsável pela investigação de denúncias sobre servidores públicos suspeitos de cobrar propina para livrar contribuintes do pagamento de Impostos sobre Serviços de Qualquer Natureza. O caso ficou conhecido como Máfia do ISS. Em 2015, após dois anos de funcionamento, foi divulgado um balanço no qual constava um retorno de R$90 milhões aos cofres da Prefeitura de São Paulo graças à atuação da CGM.
No entanto, o projeto de combate à corrupção de Haddad sofreu um revés no final de sua gestão, quando, por alegadas razões orçamentárias, o prefeito se viu obrigado a cancelar parte das nomeações dos novos funcionários da CGM, contratados por concurso público e que deveriam substituir servidores provisórios, indicados por nomeação política. A informação foi revelada pelo jornal O Estado de São Paulo, deixando dúvidas sobre a possibilidade de Haddad ter cedido a pressões políticas contrárias à investigação de irregularidades na Prefeitura.
A gestão Haddad demitiu cerca de 19 servidores envolvidos em fraudes e corrupções e investigou pelo menos 97 funcionários pelos mesmos motivos.

#### Combate às drogas
Em janeiro de 2014, implantou na região da cracolândia, no centro de São Paulo, o projeto De Braços Abertos, mesmo sendo contestado por representantes do governo paulista, que não viam efetividade no modelo. Uma pesquisa da Plataforma Brasileira de Política de Droga, financiada pela Open Society Foundations, apontou que a iniciativa atingia seus objetivos ao resgatar a cidadania dos usuários e ao conseguir que eles reduzam o consumo da droga. Ainda segundo a pesquisa, 2 em cada 3 usuários atendidos pelo programa reduziram o uso de crack.
O projeto foi contemplado pelo Prêmio David Capistrano em setembro daquele mesmo ano.

#### Inovações
Durante o seu mandato como Prefeito de São Paulo, Haddad junto do Secretário de Serviços, Simão Pedro, esforçaram-se bastante para permitir que os paulistanos tivessem acesso à tecnologia independente de qual fosse a sua renda. Com o objetivo de derrubar as barreiras digitais foi criado o Wi-Fi Livre SP, em 2015, com vários pontos com acesso gratuito à internet na cidade. Ao final do mandato existiam 120 pontos com acesso gratuito ao Wi-Fi distribuídos por todas as 32 Subprefeituras da cidade de São Paulo. Entre 2015 e 2016 foram inaugurados os 12 laboratórios do Fab Lab Livre SP, tornando-se a maior rede pública de Fab Labs do Brasil. Equipados com impressoras 3D, cortadoras a laser, plotter de recorte, fresadoras CNC entre outros equipamentos e ferramentas, a Fab Lab Livre SP funciona como uma grande oficina aberta aberta a qualquer pessoa que queira se iniciar na cultura maker.

#### Popularidade

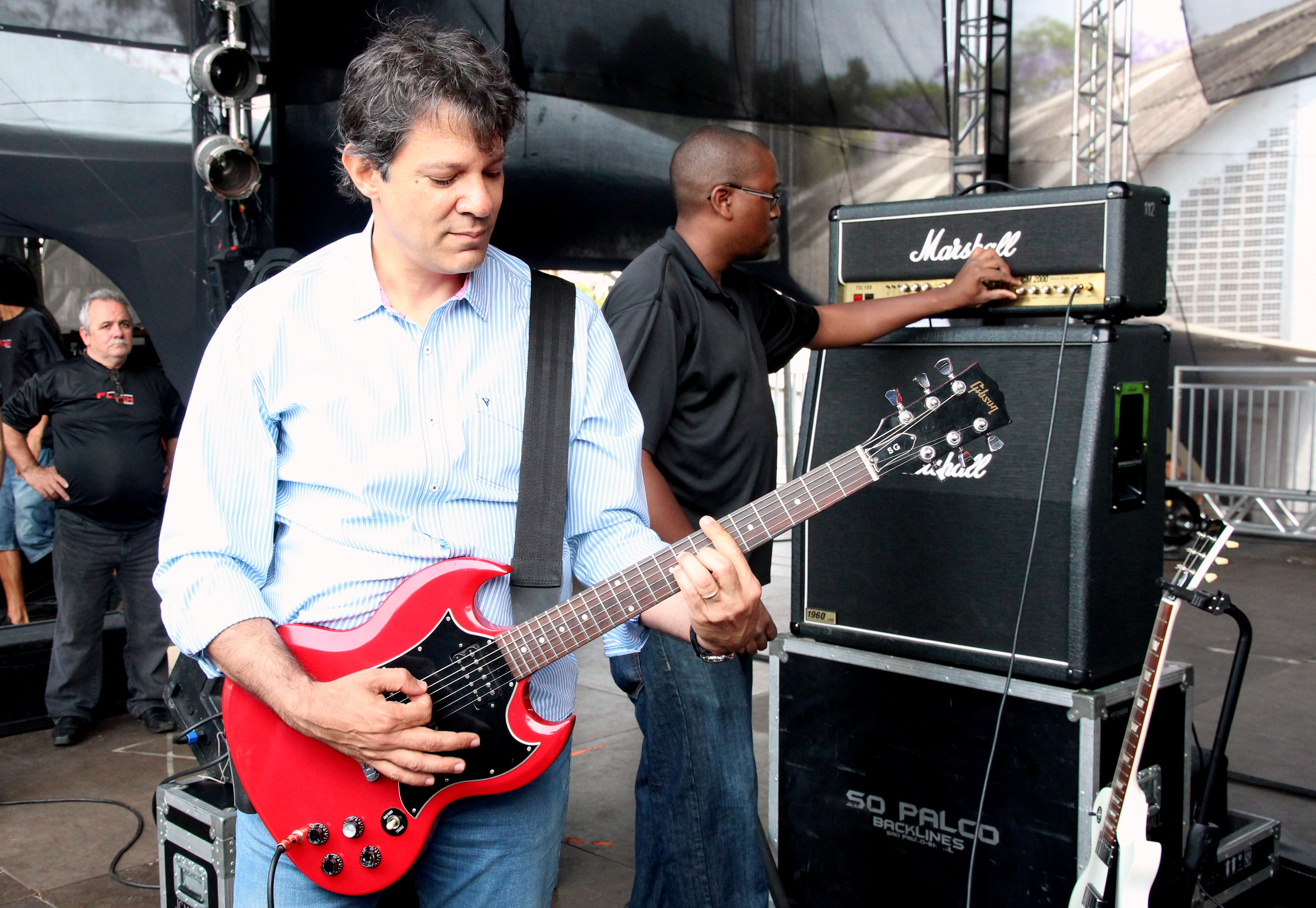
Prefeito Fernando Haddad toca guitarra.

O Datafolha divulgou uma pesquisa em que 40% dos paulistanos consideravam a gestão de Haddad como ruim ou péssima, 35% como regular e 18% como ótima ou boa. Em uma pesquisa divulgada em 18 de junho pelo mesmo instituto, 55% avaliaram o desempenho de Haddad diante das manifestações como ruim ou péssimo. Este índice caiu sucessivamente para 50% e 44% nas duas pesquisas seguintes (realizadas pelo Datafolha em 21 e 28 de junho). No final de seu primeiro ano como prefeito de São Paulo, apenas 18% aprovavam sua gestão.
Em setembro de 2014, porém, uma nova pesquisa realizada pelo Datafolha foi publicada. Nela consta que a reprovação do governo de Haddad caiu neste período de 47% para 28%, sua aprovação cresceu de 15% para 22%, e a parcela dos que o consideram regular aumentou de 37% para 44%. 6% não opinaram. Em dezembro do mesmo ano recebeu a pior avaliação entre os prefeitos das cinco maiores capitais brasileiras. Em fevereiro de 2015 uma nova pesquisa do Datafolha mostrou nova queda na avaliação do prefeito. Nesta mesma pesquisa 44% dos entrevistados consideram a administração do prefeito Haddad de ruim a péssima, 33% a consideram regular e 20% ótimo e bom. A avaliação de ruim a péssimo foi a mais frequente em todos os segmentos de renda familiar.
Especialistas afirmam que parte dessas avaliações negativas foram atreladas ao momento político que a cidade de São Paulo e o Brasil viviam, como as manifestações de junho 2013, a Operação Lava Jato e o impeachment da presidenta Dilma que se consumaria em 2016.

#### Candidatura à reeleição
Haddad concorreu à reeleição como prefeito de São Paulo. Ele foi derrotado no primeiro turno da eleição pelo candidato João Doria Júnior, do PSDB, no dia 2 de outubro de 2016. Haddad ficou na segunda colocação, com 16,7% dos votos válidos. Esta foi a primeira eleição desde 1992, quando foi feita a primeira eleição municipal em dois turnos, em que um candidato do PT não chegou ao segundo turno, também a primeira vez que um candidato elegeu-se no primeiro turno.
Apoiadores de Haddad fizeram um ato, na Avenida Paulista, em agradecimento a sua gestão. "Aos corações doídos dessa São Paulo, vamos transformar essa angústia em agradecimento", convidavam os organizadores na página do evento.

### Candidatura à presidência em 2018

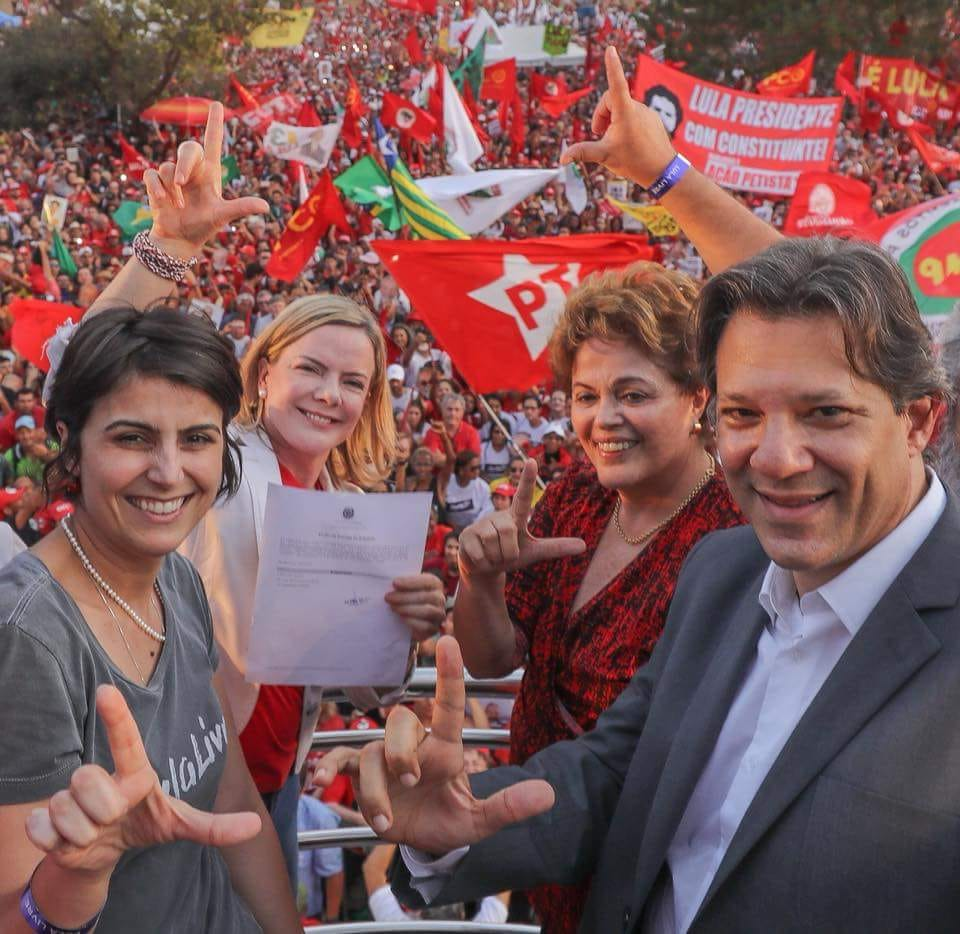
Registro da candidatura de Lula em agosto de 2018.

Em 2017, Lula anunciou publicamente que seria novamente o candidato do PT à presidência da República. Em setembro daquele ano, saiu em caravana pelos estados do Brasil. Mesmo após a prisão em abril de 2018, o PT insistiu e manteve Lula como candidato do partido à presidência.

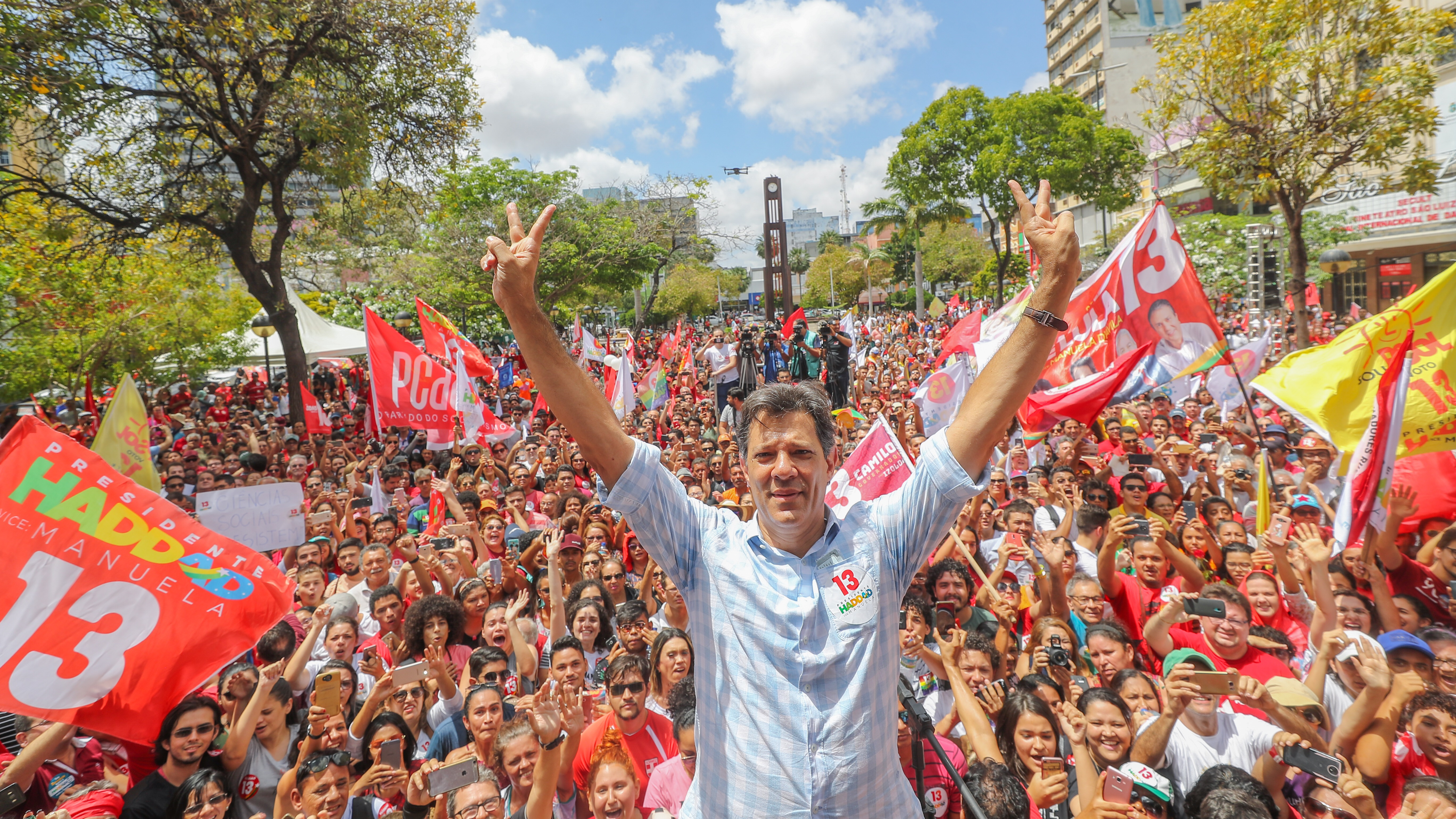
Haddad mobiliza multidão no Ceará nas eleições de 2018.

O PT oficializou a candidatura de Lula em 5 de agosto de 2018, em São Paulo. O vice indicado na chapa presidencial foi Haddad, que representou Lula em eventos e debates. Na provável inelegibilidade de Lula, Haddad assumiria a cabeça da chapa, tendo como vice a deputada gaúcha Manuela d'Ávila.
Em 16 de agosto, depois que a maioria dos ministros do TSE declarou que a "inelegibilidade [de Lula como candidato] é incontroversa", a procuradora-geral da República, Raquel Dodge, enviou uma impugnação contra a candidatura tendo como base a Lei da Ficha Limpa, que considera inelegíveis candidatos condenados em segunda instância, apesar de o comitê de Direitos Humanos da ONU ter-se manifestado a favor da candidatura de Lula. Em 14 de setembro PT anunciou oficialmente que Haddad seria o novo candidato do partido nas eleições presidenciais de 2018, em frente à Superintendência da Polícia Federal em Curitiba, onde Lula estava preso.

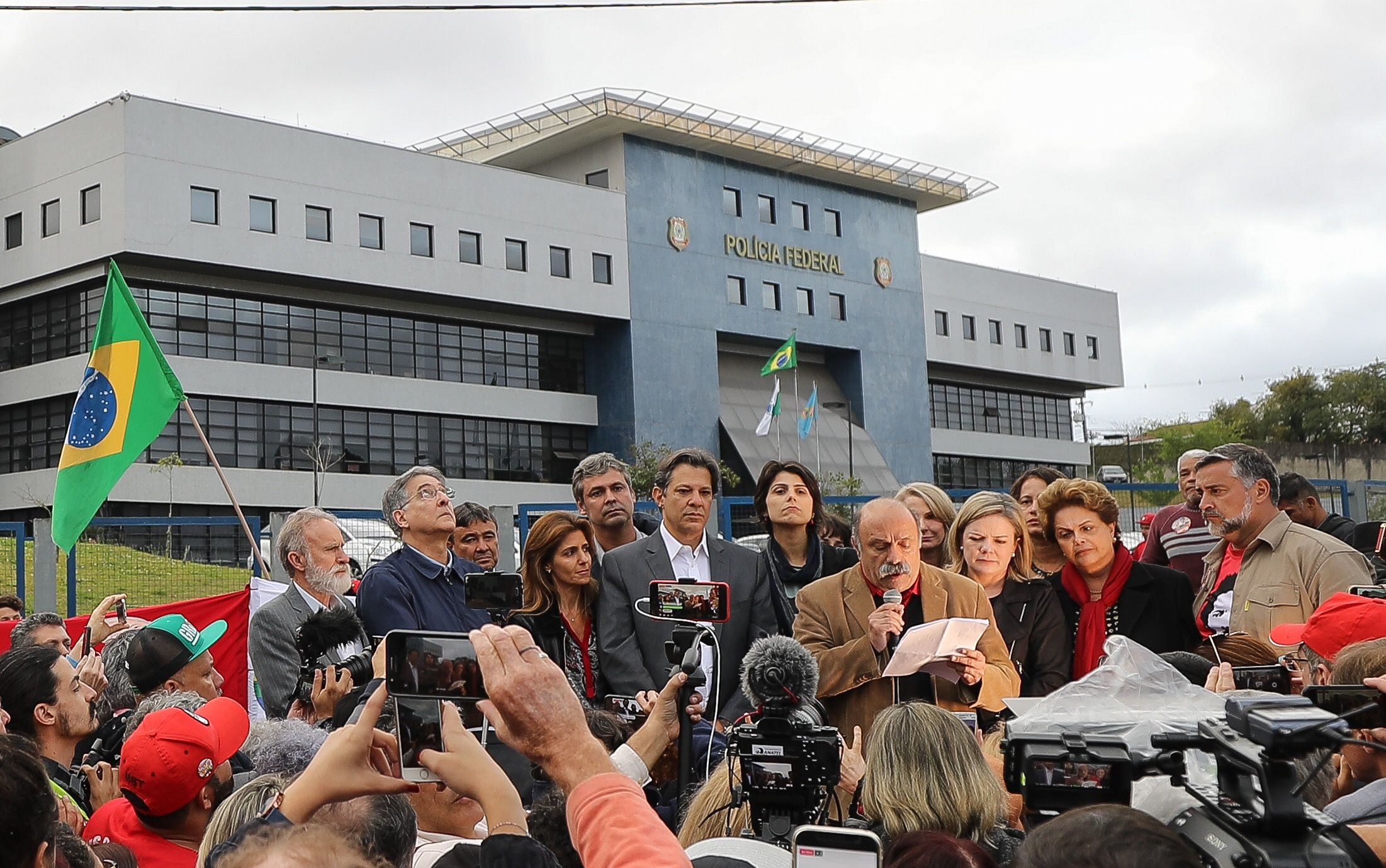
Em carta Lula confirma Haddad como candidato a presidência pelo PT.

Obteve 31 342 005 votos no primeiro turno da eleição, que aconteceu dia 7 de outubro, o que equivale a 29,28% dos votos válidos. Segundo mais votado nesse turno, classificou-se para o segundo turno contra Jair Bolsonaro, do Partido Social Liberal (PSL). Para a campanha do segundo turno, adotou as cores verde e amarelo e mudou o slogan, de 'o Brasil feliz de novo' para 'O Brasil para todos'. Menos de 24 horas após o primeiro turno, Haddad voltou a visitar Lula, o quinto encontro desde que ele foi oficializado candidato.
Fernando Haddad perdeu no segundo turno para Jair Bolsonaro, ele obteve 47 milhões de votos, ou seja, 44,87% dos votos válidos contra os 57 milhões de votos de Jair Bolsonaro, que teve apoio de 55,13% da população brasileira.

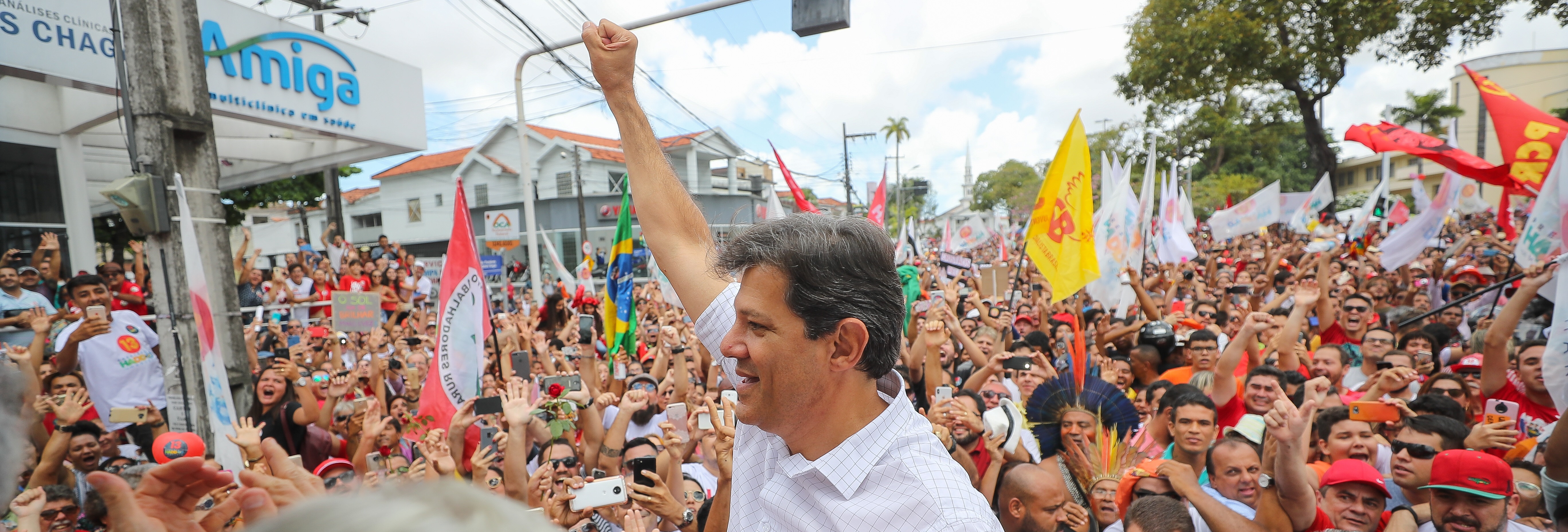
Haddad em campanha pelo Brasil no primeiro turno de 2018.

A eleição de 2018 foi marcada por uma série de eventos polêmicos como a disseminação em massa de fake news pelas redes sociais, que são motivos de investigação pelo TSE e da CPMI das Fake News; a ausência de Bolsonaro em debates no segundo turno; acusações de fraudes - sem provas - pela chapa vencedora e mais recentemente com a reviravolta nos casos envolvendo o ex-presidente Lula e seus direitos políticos.

### Candidatura a governador em 2022

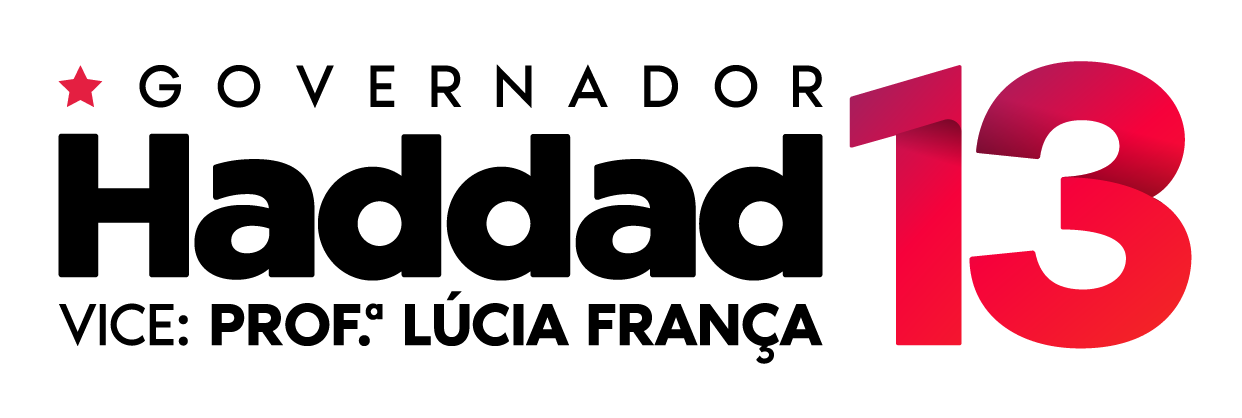
Logo oficial da campanha de Fernando Haddad em 2022

Em julho de 2022, na mesma convenção que oficializou a candidatura presidencial de Lula, Haddad foi oficializado como candidato petista ao cargo de governador de São Paulo. Recebendo apoio dos ex-governadores Geraldo Alckmin, seu antigo rival, e Márcio França, candidato da coligação ao Senado, formou a coligação "Juntos por São Paulo", composta pela Federação Brasil da Esperança, Federação PSOL REDE, PSB e o Agir. Sua candidata a vice-governadora é Lúcia França do PSB, ex-primeira-dama de São Paulo.
Haddad acabou não conseguindo a quantidade de votos para ser o governador contra o Tarcísio de Freitas no segundo turno.

### Ministro da Fazenda
Em dezembro de 2022, foi anunciado como o Ministro da Fazenda do terceiro governo Lula. Haddad precisou atender ao telefone durante o velório da mãe para articular a aprovação da reforma tributária.

## Processos

#### Acusação de Caixa 2
Em janeiro de 2018, a Polícia Federal indiciou Haddad por suspeita de recebimento de caixa 2 na campanha eleitoral de 2012, da empreiteira UTC, investigada na Operação Lava Jato. Seguindo o indiciamento, em maio o Ministério Público Eleitoral (MPE) denunciou à Justiça Eleitoral a campanha de 2012 do Partido dos Trabalhadores, com Haddad como um dos beneficiados. Segundo a defesa de Haddad, o inquérito era contraditório, não havendo participação da empreiteira na gestão de Haddad. Ademais, negou as acusações, que partiram, segundo a defesa, de colaboradores "sem credibilidade". Francisco Macena, réu em ação pelo recebimento de caixa 2 na campanha de Haddad em 2012, foi apontado como tesoureiro também para sua campanha eleitoral de 2018, à presidência da república.
Em 27 de julho de 2021, o Tribunal Regional Eleitoral de São Paulo absolveu Haddad, bem como os tesoureiros Francisco Macena e João Vaccari Neto.

#### Acusações de improbidade administrativa
Em 2018, Haddad e três outras pessoas foram acusadas de improbidade administrativa por irregularidades na construção da ciclovia Ceagesp-Ibirapuera, além da empresa responsável pela construção. A denúncia foi acatada pela justiça. A defesa de Haddad argumenta que as medidas tomadas pelo ex-prefeito, como citadas no próprio despacho da ação, isentariam-no de culpa ou dolo. Uma semana depois, o Ministério Público de São Paulo levantou outra ação por improbidade administrativa, dessa vez sob a acusação de recebimento de caixa dois para quitar dívidas de campanha eleitoral, junto ao ex-secretário da saúde da cidade de São Paulo. A defesa dos acusados nega qualquer recebimento ilícito, citando que todo o material de campanha está devidamente documentado e declarado. Em nota, o Partido dos Trabalhadores afirmou que o intuito do Ministério Público de São Paulo seria "propaganda negativa" durante a campanha eleitoral de Haddad. Semanas antes, uma ação movida pelo MP-SP acusando Haddad de improbidade administrativa em um caso não relacionado foi rejeitada pela justiça.
Em 2020 o Tribunal de Justiça manteve a absolvição de Haddad nos processos por improbidade administrativa por unanimidade. Em 2019 a ação já havia sido rejeitada em primeira instância.

#### Marcelo Milani
Em outubro de 2018, o Tribunal de Justiça do Estado de São Paulo condenou Haddad a pagar 200 mil reais de indenização por danos morais ao promotor Marcelo Milani, do Ministério Público de São Paulo. Haddad dissera num texto, escrito para a revista Piauí em 2017, ter ficado sabendo de um suposto pedido de propina no valor um milhão de reais por parte do promotor Marcelo Milani, para não se iniciasse uma ação do Ministério Público contra a Prefeitura de São Paulo no caso títulos públicos dados ao Corinthians para a construção da arena, que sediaria a abertura da Copa do Mundo de 2014. Após esse caso Milani ainda proporia uma ação de improbidade contra Haddad ao fim da CPI que investigou o Theatro Municipal de São Paulo, mesmo sem a CPI ter achado nenhuma irregularidade por parte de Haddad. E Milani também ingressou com uma ação contra a Prefeitura alegando suposto mau uso dos recursos oriundos das multas de trânsito.
O promotor foi investigado pela corregedoria  por ter adotado posturas diferentes ao denunciar o prefeito pelo uso de multas e o governo de São Paulo pelo mesmo tema.
Em 2021, Milani também perdeu a ação que acusava Haddad da criação de uma "indústria da multa" em São Paulo. Para a juíza  Carmen Cristina Fernandez Teijeiro e Oliveira, da 5ª Vara de Fazenda Pública do Tribunal de Justiça de São Paulo, mesmo que haja contestação sobre o uso dos recursos de multas para construção de corredores de ônibus e ciclovias, o MP não demonstrou dolo e improbidade por parte do então prefeito e secretário de transportes.
No começo de dezembro de 2021 a 20ª Câmara de Direito Privado do Tribunal de Justiça de São Paulo decidiu que Haddad não deveria indenizar o promotor Marcelo Milani. Os desembargadores chegaram ao entendimento que discussões ríspidas, como se tornou a entre o Promotor e Fernando Haddad, não se enquadram em calúnia e difamação.

#### Multa por notícias contra Bolsonaro
Em março de 2019, o Tribunal Superior Eleitoral (TSE) determinou que Haddad e sua coligação eleitoral pagassem uma multa de R$ 176,5 mil por impulsionamento irregular de conteúdo contra o então candidato Jair Bolsonaro. A decisão foi expedida pelo ministro Luiz Edson Fachin, ele considerou que a campanha de Haddad pagou ao Google para destacar conteúdo negativo contra Bolsonaro, o que feriu a lei eleitoral e causou desequilíbrio na disputa. O ministro negou, porém, punições ao Google, por entender que a empresa suspendeu o contrato quando foi notificada pelo TSE. Uma nota publicada pela assessoria de Haddad disse que o ex-candidato a presidência manifesta "incredulidade e surpresa pela decisão do ministro". O PT recorreu da decisão e o julgamento está suspenso desde 2019 no STF após a ministra Carmen Lúcia pedir vistas do processo.

## Prêmios
| Ano                          | Prêmio                         | Categoria / Projeto                | Ref     |
| ---------------------------- | ------------------------------ | ---------------------------------- | ------- |
| Prêmios pessoais             |                                |                                    |         |
| 2010                         | Prêmio Fernando de Azevedo     | Educador do Ano                    | [ 247 ] |
| Projetos premiados           |                                |                                    |         |
| 2014                         | Prêmio David Capistrano        | De Braços Abertos                  | [ 191 ] |
| 2016                         | Prêmio APCA                    | Ruas Abertas                       | [ 248 ] |
| 2017                         | ONU-Habitat                    | Plano Diretor Estratégico          | [ 249 ] |
| Prêmios por ações municipais |                                |                                    |         |
| 2013                         | IPA InnovationAwards           | Cidade do futuro                   | [ 250 ] |
| 2014                         | Troféu Raça Negra              | Inclusão social                    | [ 251 ] |
| 2014                         | MobiPrize                      | Mobilidade Urbana                  | [ 252 ] |
| 2015                         | Sustainable Transport Award    | Mobilidade Urbana                  | [ 253 ] |
| 2016                         | Reina Letizia de Accesibilidad | Acessibilidade                     | [ 254 ] |
| 2016                         | Mayors Challenge               | Desenvolvimento urbano sustentável | [ 255 ] |

## Publicações

### Teses acadêmicas
- O Caráter Sócio-Econômico do Sistema Soviético. Mestrado em Economia. Orientador: Eleutério Fernando da Silva Prado.[34]
- De Marx a Habermas - O Materialismo Histórico e seu Paradigma Adequado. Doutorado em Filosofia. Orientador: Paulo Eduardo Arantes.[34]

### Livros
- O Sistema Soviético e sua decadência, Scritta Editorial, São Paulo, 1992; ISBN 85-85328-18-5
- Em defesa do socialismo, Editora Vozes, Petrópolis, 1998; ISBN 85-326-1992-4
- Desorganizando o consenso, Vozes, Petrópolis, 1998; ISBN 85-326-1997-5
- Sindicatos, cooperativas e socialismo, Editora Fundação Perseu Abramo, São Paulo, 2003; ISBN 85-86469-80-7
- Trabalho e Linguagem para a Renovação do Socialismo, Azougue Editorial, Rio de Janeiro, 2004; ISBN 85-88338-43-2
- O Terceiro Excluído [256], Editora Zahar, São Paulo, 2022; ISBN 978-6-55-979061-6

### Artigos em periódicos acadêmicos e prefácios
- "Habermas leitor de Weber", Lua Nova, n. 38, 1996.
- "Trabalho e classes sociais", Tempo Social, número 9 (2), 1997.
- "Habermas: herdeiro de Frankfurt?", Novos Estudos Cebrap, n.48, 1997.
- "Arrighi toma o elevador", prefácio ao livro "A Ilusão do Desenvolvimento", de Giovanni Arrighi, 1998.
- "Teses sobre Karl Marx", Estudos Avançados, USP, 34, 1998.
- "Trabalho e Linguagem", Lua Nova, n. 48, 1999.
- "Toward the redialectization of historical materialism", Cultural Critique, University Of Minnesota Press, n. 49, Fall, 2001.
- "Dialética Positiva: de Mead a Habermas", Lua Nova, no prelo
- "O Plano de Desenvolvimento da Educação: razões, princípios e programas".[257]